# Liste der Stolpersteine in Berlin-Halensee
Die Liste der Stolpersteine in Berlin-Halensee enthält die Stolpersteine im Berliner Ortsteil Halensee im Bezirk Charlottenburg-Wilmersdorf, die an das Schicksal der Menschen erinnern, die im Nationalsozialismus ermordet, deportiert, vertrieben oder in den Suizid getrieben wurden. Die Spalten der Tabelle sind selbsterklärend. Die Tabelle erfasst insgesamt 325 Stolpersteine und ist teilweise sortierbar; die Grundsortierung erfolgt alphabetisch nach dem Familiennamen.
| Bild                                               | Name                        | Standort | Verlegedatum  | Leben |                       |
| -------------------------------------------------- | --------------------------- | --- | ------------- | --- | --------------------- |
|                                                    | Anna Abraham                | Georg-Wilhelm-Straße 12 | 14. Apr. 2015 | Anna Abraham, geb. Nathansohn, wurde am 6. Januar 1872 in Lobsens (Łobżenica) in der Region Posen (Poznań) als Tochter des Kaufmanns Michaelis Nathansohn (1824–1893) und seiner Frau Henriette, geb. Busse, geboren. Sie heiratete den Zahnarzt Adolf Abraham, mit dem sie nach Berlin zog, wo dieser das Unternehmen „Dr. Abraham’s Laboratorium für zahnärztliche Füllmaterialien“ – „DRALA“ gründete. Anfang der 1920er Jahre erwarb er ein großes Grundstück in Halensee zwischen Georg-Wilhelm-Straße und Katharinenstraße, mit zwei Mietshäusern, zahlreichen Garagen und Gewerberäumen, in denen er u. a. die Produktion des Unternehmens unterbrachte. Um 1930 exportierte DRALA in 30 Länder. Nach der Machtergreifung wurde die Firma „arisiert“, wobei für Anna Abraham vom Kaufpreis fast nichts übrig blieb. Am 3. März 1939 starb Adolf Abraham schwer herzkrank in Berlin. Anna Abraham wurde am 17. März 1943 mit dem 4. großen Alterstransport nach Theresienstadt deportiert. Am 18. Mai 1944 wurde sie nach Auschwitz deportiert und dort ermordet. | 52.49972 13.290817    |
|                                                    | Elsbeth Alexander           | Joachim-Friedrich-Straße 20 | 1. Okt. 2010  | Elsbeth Alexander wurde als Elsbeth Meyerstein am 18. Dezember 1883 in Kremmen geboren. Sie wurde gemeinsam mit ihrem Mann Hans Alexander am 2. April 1942 nach Warschau deportiert und ermordet. | 52.499327 13.296571   |
|                                                    | Hans Alexander              | Joachim-Friedrich-Straße 20 | 1. Okt. 2010  | Hans Alexander wurde am 6. Mai 1874 in Breslau geboren. Er wurde gemeinsam mit seiner Frau Elsbeth Alexander am 2. April 1942 nach Warschau deportiert und ermordet. | 52.499327 13.296572   |
|                                                    | Richard Altmann             | Karlsruher Straße 29 | 23. Sep. 2016 | Richard Altmann wurde am 18. Juni 1888 in Dramburg in Westpommern als Sohn des Kaufmanns Erich Altmann (gest. 1922) und der Olga geb. Wolff (gest. 1919) geboren. 1903 erblindet, studierte er 1906/07 in Hamburg und 1907–1910 am Klindworth-Scharwenka-Konservatorium Berlin Musik. Ab 1910 war er als Organist an verschiedenen Synagogen tätig sowie von 1919 bis 1923 als Dozent für Musiktheorie am Klindworth-Scharwenka-Konservatorium. Aus der Reichsmusikkammer, deren Mitglied er 1933 geworden war, wurde er 1935 ausgeschlossen. 1936 wurde ihm auch der Musikunterricht für „arische“ Schüler verboten. Nach dem Tod seiner Frau Alice Altmann, geb. Nathanson, verwitwete Senft, mit der er seit 1917 verheiratet gewesen war, zog 1940 seine jüngere Schwester Irma zu ihm. Sie hatte 1937 Alexander Wolff geheiratet, der auf Gut Jägerslust bei Flensburg eine landwirtschaftliche Ausbildungsstätte für auswanderungswillige junge Juden betrieb und bei der Zerstörung des Guts am 9./10. November 1938 nach Dänemark vertrieben wurde. Am 14. Dezember 1942 wurde er ins KZ Auschwitz deportiert und dort ermordet. | 52.498611 13.294167   |
|                                                    | Chaim Hermann Askanas       | Karlsruher Straße 23 | 16. Apr. 2013 | Chaim Hermann Askanas, geb. am 13. April 1868 in Płock (Polen). Von 1935 bis 1938 als Kaufmann im Berliner Adressbuch eingetragen. Er wurde am 14. September 1942 mit seiner Frau Jenny mit dem 2. großen Alterstransport nach Theresienstadt deportiert und dort am 14. Januar 1942 ermordet. | 52.499821 13.294335   |
|                                                    | Jenny Askanas               | Karlsruher Straße 23 | 16. Apr. 2013 | Jenny Askanas, geb. Lappe am 1. November 1867 in Breslau. Sie wurde am 14. September 1942 mit ihrem Mann Chaim Hermann mit dem 2. großen Alterstransport nach Theresienstadt deportiert und dort am 4. Dezember 1941 ermordet. | 52.499822 13.294335   |
|                                                    | Martha Auerbach             | Hektorstraße 18 | 8. Juni 2009  | Martha Auerbach geb. Jakubowski, am 1. September 1884 in Posen, wurde am 13. Januar 1942 nach Riga deportiert und ermordet. | 52.499749 13.297666   |
|                                                    | Rudolf Augustin             | Markgraf-Albrecht-Straße 5 Der Stolperstein wurde von Dirk Leicher, Berlin gespendet.                                                                   | 8. Mai 2012   | Rudolf Augustin, geboren am 29. September 1919 in Berlin. Verweigerte 1943 den Wehrdienst und wurde vom Reichskriegsgericht zum Tode verurteilt. Nach Widerruf seiner Verweigerung kam er in ein Strafbataillon und galt seit dem 11. Juli 1944 als „vermisst“. Er starb am 14. November 1944 in sowjetischer Kriegsgefangenschaft. | 52.499815 13.299249   |
|                                                    | Fanny Bachenheimer          | Hektorstraße 9–10 | 20. Okt. 2009 | Fanny Bachenheimer geb. Oppenheimer, am 28. November 1868 in Darmstadt, wurde am 1. November 1941 nach Litzmannstadt deportiert und am 23. November 1941 dort ermordet. | 52.500541 13.298006   |
|                                                    | Clara Bachrach              | Westfälische Straße 62 | 6. Mai 2014   | Clara Bachrach, geb. Groedel, am 2. September 1871 in Friedberg (Hessen), wurde am 27. August 1942 mit dem 51. Alterstransport in das Ghetto Theresienstadt deportiert und dort am 30. April 1943 ermordet. | 52.495615 13.296823   |
|                                                    | Regina Baeck                | Westfälische Straße 28 | 6. Mai 2014   | Regina Baeck, geb. Todtmann, am 12. Oktober 1877 in Rawitsch wurde am 12. Januar 1943 mit dem 26. Osttransport in das Vernichtungslager Auschwitz deportiert und dort ermordet. | 52.495556 13.298056   |
|                                                    | Bianka Baer                 | Markgraf-Albrecht-Straße 15 | 8. Mai 2012   | Bianka Baer, geborene Timendorfer, am 30. März 1875 in Berlin, wurde am 27. Juli 1942 nach Theresienstadt deportiert und am 26. September 1942 in Treblinka ermordet. | 52.499188 13.298817   |
|                                                    | Ernestine Baer              | Markgraf-Albrecht-Straße 14 | 8. Mai 2012   | Ernestine Baer, am 15. Mai 1895 in Berlin geborene Bottstein, wurde am 3. März 1943 nach Auschwitz deportiert und dort ermordet. Das Todesdatum ist unbekannt. | 52.499178 13.29892    |
|                                                    | Julius Baer                 | Markgraf-Albrecht-Straße 14 | 8. Mai 2012   | Julius Baer, geboren am 23. April 1899 in Berlin, wurde am 3. März 1943 nach Auschwitz deportiert und dort ermordet. Das Todesdatum ist unbekannt. | 52.499174 13.29892    |
|                                                    | Alfred Banner               | Markgraf-Albrecht-Straße 6 | 8. Mai 2012   | Alfred Banner, geboren am 15. Februar 1883 in Wreschen, wurde am 1. November 1941 nach Litzmannstadt deportiert und ermordet. Das Todesdatum ist unbekannt. | 52.49997 13.29943     |
|                                                    | Hermann Banner              | Markgraf-Albrecht-Straße 6 | 8. Mai 2012   | Hermann Banner, geboren am 7. März 1881 in Wreschen, wurde am 1. November 1941 nach Litzmannstadt deportiert und am 28. Januar 1942 ermordet. | 52.49997 13.29944     |
|                                                    | Lina Banner                 | Markgraf-Albrecht-Straße 6 | 8. Mai 2012   | Lina Banner, geboren am 1. Januar 1885 in Wreschen, wurde am 1. November 1941 nach Litzmannstadt deportiert und am 10. März 1942 ermordet. | 52.49997 13.29945     |
|                                                    | Rosa Beer                   | Westfälische Straße 59 | 6. Mai 2014   | Rosa Beer, geschiedene Blaustein, geb. am 28. Dezember 1870 in Bütow in Pommern, kam als jüngstes von drei Kindern zur Welt. Wann sie geheiratet hat, ist nicht nachvollziehbar, die Ehe wurde aber wieder geschieden, denn in den Entschädigungsakten ist sehr häufig von Rosa Beer, geschiedene Blaustein, die Rede. Als ihre Schwester Martha Blumenthal, geb. Beer, 1908 verstarb und vier noch minderjährige Kinder hinterließ, kümmerte sich die damals 38-jährige, kinderlose Rosa Beer um die drei Kinder ihrer Schwester. In den 1920er Jahren war Rosa Beer die Lebensgefährtin von Albert Loeske (1869–1929), der damals der vermutlich wohlhabendste Kunst- und Juwelenhändler Berlins war und zudem etliche Immobilien besaß. Sie wohnten wahrscheinlich in Potsdam. Als Albert Loeske am 1. Oktober 1929 verstarb, hinterließ er Rosa Beer und seinem Geschäftspartner – nicht aber der Familie Loeske – ein erhebliches Vermögen. Sein Testament löste den größten Erbschaftsprozeß nach dem Ersten Weltkrieg aus. Die Familie Loeske unterlag und Rosa Beer bekam einen sehr beträchtlichen Teil seines Vermögens zugesprochen. Allein die „Judenvermögensabgabe“, die alle Juden nach der Pogromnacht 1938 auf Vermögen über 5000 RM als „Sühneleistung“ bezahlen mussten, machte bei Rosa Beer mehr als eine halbe Million RM aus. Nach seinem Tode zog Rosa Beer zu ihrem Bruder Alfred in die Friedrich-Wilhelm-Straße 24. Als dieser 1937 verstarb, zog sie in die Westfälische Straße 59. Von hier wurde sie am 21. September 1942 mit dem 63. Alterstransport in das Ghetto Theresienstadt deportiert und am 4. März 1943 ermordet. Weitere Informationen auf der Seite des Bezirksamtes. | 52.49595 13.295275    |
|                                                    | Ernst Behrend               | Seesener Straße 28 | 24. Juli 2012 | Ernst Behrend, Jahrgang 1882, erhielt 1935 ein Berufsverbot. Wählte gedemütigt und entrechtet 6. Dezember 1938 den Suizid. | 52.496107 13.292003   |
|                                                    | Lola Berger                 | Nestorstraße 53 | 7. Okt. 2020  | |                       |
|                                                    | Anna Bergmann               | Hektorstraße 2 | 17. Feb. 2023 | |                       |
|                                                    | Georg Bergmann              | Hektorstraße 2 | 17. Feb. 2023 | |                       |
|                                                    | Mary Bergmann               | Westfälische Straße 62 | 6. Mai 2014   | Mary Bergmann, geb. Jacoby, am 13. April 1891 in Berlin, lebte mit ihrem Mann Julius Bergmann in Landsberg an der Warthe. Nach dem Tod ihres Mannes am 30. Mai 1937 kehrte sie nach Berlin zurück und zog zu ihrer Schwester Elise Heymann. Sie wurde am 3. März 1943, einen Tag nach ihrer Schwester, mit dem 33. Osttransport in das Vernichtungslager Auschwitz deportiert und dort ermordet. Weitere Informationen auf der Seite des Bezirksamtes. | 52.495615 13.296824   |
|                                                    | Erwin Berju                 | Katharinenstraße 9 | 7. Sep. 2022  | |                       |
|                                                    | Stephanie Berju             | Katharinenstraße 9 | 7. Sep. 2022  | |                       |
|                                                    | Daniel Bernstein            | Ringbahnstraße 5 | 22. Okt. 2004 | Daniel Bernstein, geboren am 7. Mai 1884 in Berlin und seine Ehefrau Ella Bernstein, wurden in Hamburg auf der Flucht vor der Deportation von der Gestapo ergriffen, am 19. Februar 1943 nach Auschwitz deportiert und dort ermordet. | 52.498268 13.288964   |
|                                                    | Ella Bernstein              | Ringbahnstraße 5 | 22. Okt. 2004 | Ella Bernstein, geb. Schweriner, am 25. Juli 1885 in Czarnikau, wurde in Hamburg auf der Flucht vor der Deportation von der Gestapo ergriffen, am 19. Februar 1943 nach Auschwitz deportiert und dort ermordet. | 52.498269 13.288966   |
|                                                    | Joseph Bette                | Westfälische Straße 37 | 6. Mai 2014   | Joseph Bette, geb. am 13. März 1880 in Powidz, wurde zusammen mit seiner Ehefrau Martha Bette am 29. November 1942 mit dem 23. Osttransport in das Vernichtungslager Auschwitz deportiert und dort ermordet. | 52.496112 13.295278   |
|                                                    | Martha Bette                | Westfälische Straße 37 | 6. Mai 2014   | Martha Bette, geb. Witkowski am 27. März 1884 in Witkowo, wurde zusammen mit ihrem Ehemann Joseph Bette am 29. November 1942 mit dem 23. Osttransport in das Vernichtungslager Auschwitz deportiert und dort ermordet. | 52.496113 13.295278   |
|                                                    | Georg Biermann              | Westfälische Straße 28 | 6. Mai 2014   | Georg Biermann, geb. am 26. März 1890 in Greifswald, wurde am 12. Januar 1943 mit dem 79. Osttransport in das Ghetto Theresienstadt deportiert und dort am 3. April 1945 ermordet. | 52.495555 13.298056   |
|                                                    | Charlotte Bilski            | Westfälische Straße 70 | 6. Mai 2014   | Charlotte Bilski, geb. am 12. Dezember 1903 in Wriezen, wurde am 24. Oktober 1941 mit dem II. Transport in das Ghetto Litzmannstadt deportiert. Am 4. Mai 1942 wurde sie in das Vernichtungslager Kulmhof weiterdeportiert und dort ermordet. | 52.495077 13.299273   |
|                                                    | Gertrud Bilski              | Westfälische Straße 70 | 6. Mai 2014   | Gertrud Bilski, geb. am 26. Juli 1901 in Wriezen, wurde am 3. März 1943 mit dem 33. Osttransport in das KZ Auschwitz deportiert und dort ermordet. Das Todesdatum ist unbekannt. | 52.495077 13.299272   |
| Stolperstein Hektorstraße 5 Dorothea Bloch         | Dorothea Bloch              | Hektorstraße 5 | 27. Nov. 2012 | Dorothea Bloch, geb. Silberfeld, geboren am 25. Mai 1902 in Beuthen O.S., wurde am 28. Juni 1943 nach Auschwitz deportiert und dort ermordet. Das Todesdatum ist unbekannt. | 52.499704 13.297914   |
|                                                    | Else Blumenthal             | Seesener Straße 50 Gespendet von einer Initiative von Bewohnern und Freunden des Hauses Seesener Straße 50                                              | 28. Apr. 2015 | Else Blumenthal, geb. Rosenberg, am 4. August 1879 in Neumark/Löbau/Westpreußen. Am 20. Juli 1902 hatte sie in Rosenberg/Westpreußen den Kaufmann Adolf Blumenthal (geboren am 18. Oktober 1875 in Hammerstein im Kreis Schlochau) geheiratet. Sie hatten zusammen mindestens eine Tochter, Dorothea, geboren am 11. September 1905 in Rosenberg in Westpreußen. Else lebte zusammen mit ihrem Mann seit 1937 in der Seesener Straße 50, am 4. Februar 1941 starb Adolf im Jüdischen Krankenhaus in Berlin-Wedding. Am 26. Februar 1943 wurde Else Blumenthal zusammen mit ihrer Tochter Dorothea und dem Schwiegersohn Erich Graetz über das Sammellager Große Hamburger Straße mit dem 30. Osttransport in das KZ Auschwitz-Birkenau deportiert und dort ermordet. Weitere Informationen auf der Seite des Bezirksamtes. | 52.493336 13.295278   |
|                                                    | Elisabeth Bonnem            | Hektorstraße 9–10 | 20. Okt. 2009 | Elisabeth Bonnem geb. Oppenheimer, geboren am 21. Februar 1899 in Fürth, am 1. November 1941 nach Litzmannstadt deportiert und dort ermordet. Das Todesdatum ist unbekannt. | 52.500541 13.298001   |
|                                                    | Heinz Bonnem                | Hektorstraße 9–10 | 20. Okt. 2009 | Heinz Bonnem, geboren am 30. Juli 1924 in Berlin, wurde am 1. November 1941 nach Litzmannstadt deportiert und dort am 4. Februar 1944 ermordet. | 52.500541 13.298002   |
|                                                    | Elsa Borinski               | Westfälische Straße 70 | 6. Mai 2014   | Elsa Borinski, geb. Auerbach, am 13. Februar 1886 in Glogau, wurde am 31. August 1942 nach Riga deportiert und dort am 8. September 1942 ermordet. | 52.495077 13.299271   |
|                                                    | Clara Bornstein             | Joachim-Friedrich-Straße 21 | 21. Apr. 2016 | | 52.499722 13.296389   |
|                                                    | Johanna Bornstein           | Damaschkestraße 17 | 7. Apr. 2016  | | 52.500278 13.299722   |
|                                                    | Joseph Bornstein            | Joachim-Friedrich-Straße 21 | 21. Apr. 2016 | | 52.499722 13.296389   |
|                                                    | Erich Bragenheim            | Kurfürstendamm 141 | 28. Okt. 2020 | Erich Bragenheim, geb. am 21. Juni 1896 in Bromberg, wurde am 4. August 1943 Theresienstadt deportiert und am 19. Oktober 1944 in Auschwitz ermordet. | 52.498062 13.29747    |
|                                                    | Gertrud Brandt              | Westfälische Straße 37 | 6. Mai 2014   | Gertrud Brandt, geb. am 3. Juli 1888 in Landsberg (Warthe), wurde am 19. Oktober 1942 mit dem 21. Osttransport nach Riga und dort bei Ankunft am 22. Oktober 1942 ermordet. | 52.496114 13.295278   |
|                                                    | Leo Braunspan               | Markgraf-Albrecht-Straße 6 | 8. Mai 2012   | Leo Braunspan, Jahrgang 1883, wurde am 3. Oktober 1942 nach Theresienstadt deportiert und am 23. Januar 1943 in Auschwitz ermordet. | 52.49997 13.29946     |
|                                                    | Regina Braunspan            | Markgraf-Albrecht-Straße 6 | 8. Mai 2012   | Regina Braunspan, geborene Lewy, Jahrgang 1890, wurde am 3. Oktober 1942 nach Theresienstadt deportiert und am 23. Januar 1943 in Auschwitz ermordet. | 52.49997 13.29947     |
|                                                    | Natalie Breslauer           | Georg-Wilhelm-Straße 5 Der Stolperstein wurde von Wolfgang Rademacher, Berlin, gespendet.                                                               | 20. Sep. 2011 | Natalie Breslauer, geborene Wolff, Jahrgang 1875, wurde am 27. November 1941 nach Riga deportiert und dort am 30. November 1941 ermordet. | 52.498602 13.290603   |
|                                                    | Lina Brzezinski             | Hektorstraße 2 | 17. Feb. 2023 | |                       |
|                                                    | Luise Broch                 | Westfälische Straße 59 | 6. Mai 2014   | Luise Ernestine Broch wurde am 20. August 1882 in Breslau mit dem Mädchennamen Goldemann geboren, ihre Eltern waren Jakob und Florentine Goldemann (geb. Licht). Ihr Vater starb bereits im Alter von nur 41 Jahren am 31. Mai 1893 in der Irrenanstalt Dalldorf. Sie hatte zwei Schwestern, Johanna (geb. am 17. Juni 1881 in Breslau) und Margarete (geb. am 29. August 1886 in Berlin; gest. am 23. Juni 1905 in Berlin). Am 16. Juli 1913 hat sie in Berlin den Kunstmaler Alois Broch (geb. am 27. November 1864 in Wilhelmsdorf bei Wien) geheiratet. Zur Volkszählung im Mai 1939 gab sie als Adresse die Ansbacher Straße 37 in Berlin-Schöneberg an. Sie beging unmittelbar vor ihrer Deportation am 29. August 1942 Selbstmord. In einem aus dem Jahr 1946 überlieferten Brief der Haushälterin ihrer Schwester Johanna Fuchs wird ihr Sohn Erwin Broch erwähnt, der überlebt hat. Sehr wahrscheinlich wurde Erwin Broch am 19. November 1914 in Berlin geboren, eine erhalten gebliebene Karteikarte der Reichsvereinigung der Juden in Deutschland nennt mit der Ansbacher Straße 37 die gleiche Adresse wie seine Mutter 1939. | 52.495951 13.295275   |
|                                                    | Gerhard Bruck               | Karlsruher Straße 23 | 16. Apr. 2013 | Gerhard Bruck, geb. am 26. November 1919 in Berlin, wahrscheinlich der Sohn von Sally und Henny Bruck. Die Familie wurde am 29. November 1942 mit dem 23. Osttransport nach Auschwitz deportiert und dort ermordet. Das Todesdatum ist unbekannt. | 52.499823 13.294335   |
|                                                    | Henny Bruck                 | Karlsruher Straße 23 | 16. Apr. 2013 | Henny Bruck, geb. Goldes, am 1. April 1892 in Hamburg. Die Familie wurde am 29. November 1942 mit dem 23. Osttransport nach Auschwitz deportiert und dort ermordet. Das Todesdatum ist unbekannt. | 52.499824 13.294335   |
|                                                    | Sally Bruck                 | Karlsruher Straße 23 | 16. Apr. 2013 | Sally Bruck, geboren am 26. März 1878 in Berlin, war Handelsvertreter. Die Familie wurde am 29. November 1942 mit dem 23. Osttransport nach Auschwitz deportiert und dort ermordet. Das Todesdatum ist unbekannt. | 52.499825 13.294335   |
|                                                    | Rolf Brühl                  | Joachim-Friedrich-Straße 13 | 15. Apr. 2014 | Rolf Brühl wurde am 11. Mai 1919 in Berlin geboren. Als Beruf gab er Kaufmann an. Auf der Deportationsliste ist als letzter Wohnort Walter-Fischer-Straße 5 angegeben, heute Fechnerstraße. Am 7. Dezember 1943 wurde er mit dem 47. Osttransport nach Auschwitz deportiert, als „arbeitsfähig“ eingestuft und dort ermordet. Das Todesdatum ist unbekannt. | 52.496667 13.296111   |
|                                                    | Alexander Carsch            | Georg-Wilhelm-Straße 5 | 17. Juli 2007 | Alexander Carsch, geboren am 28. März 1913 in Berlin, evangelisch getauft, galt nach den „Nürnberger Gesetzen“ als Halbjude. Er wurde am 28. Juni 1943 nach Auschwitz deportiert und dort ermordet. Seine Zwillingsschwester Leonore wurde 1945 aus KZ-Haft befreit, sie starb 1976 in New York. | 52.498602 13.290604   |
|                                                    | Bianka Chraplewski          | Hektorstraße 2 | 17. Feb. 2023 | |                       |
|                                                    | Rebekka Chraplewski         | Hektorstraße 2 | 17. Feb. 2023 | |                       |
|                                                    | Thekla Cohn                 | Hektorstraße 9–10 | 20. Okt. 2009 | Thekla Cohn geb. Oppenheim, am 12. August 1873 in Posen, wurde am 1. November 1941 nach Litzmannstadt und von dort am 8. Mai 1942 nach Kulmhof deportiert und ermordet. | 52.500541 13.298003   |
| Stolperstein Hektorstraße 5 Max Cronheim           | Max Cronheim                | Hektorstraße 5 | 27. Nov. 2012 | Max Cronheim, geboren am 30. Dezember 1870 in Berlin, am 17. August 1942 mit dem 1. Großen Alterstransport nach Theresienstadt deportiert und dort am 15. April 1943 ermordet. | 52.499705 13.297915   |
| Stolperstein Nestorstraße 7 Erna Recha Rosa Cussel | Erna Recha Rosa Cussel      | Nestorstraße 7 | 2. Apr. 2013  | Erna Recha Rosa Cussel, geb. Lesser, am 15. Oktober 1889 in Berlin, wurde am 14. November 1941 mit dem V. Osttransport nach Minsk deportiert und dort ermordet. Das Todesdatum ist unbekannt. | 52.496981 13.299892   |
|                                                    | Kurt Danziger               | Markgraf-Albrecht-Straße 4 | 8. Mai 2012   | Kurt Danziger, geb. am 22. April 1886 in Berlin. Wählte gedemütigt und entrechtet am 15. Juni 1939 den Suizid. | 52.499604 13.299215   |
|                                                    | Adolf Deiler                | Westfälische Straße 42 gespendet von Ilona Nickel (Berlin)                                                                                              | 6. Mai 2014   | Adolf Deiler, geb. am 21. November 1879 in München. Er arbeitete über zehn Jahre als Großkaufmann in der Berliner Damenkonfektion und war ab 1931 Teilhaber der Firma Bibo & Jackier in der Kronenstraße in Berlin-Mitte. Nachdem die Firma durch systematischen Boykott 1938 in Konkurs getrieben worden war, gründete er noch zweimal in kleinerem Umfang neue Geschäfte. Adolf Deiler konnte nicht mehr selbst hervortreten. Er war von einem von ihm eingesetzten nicht-jüdischen Geschäftspartner abhängig, blieb aber der eigentliche Leiter im Hintergrund, „bis ganz zuletzt“. Deilers Geschäft wurde von dem Geschäftspartner bis nach dem Zweiten Weltkrieg geführt. Er wohnte zuletzt zur Untermiete in zwei Zimmern bei seiner Schwester Marie Ruthenburg und deren Mann Bernhard Ruthenburg in der Westfälischen Straße 42 in deren Fünf-Zimmer-Wohnung. Nach der Einlieferung in das Sammellager Große Hamburger Straße wurde er am 29. Januar 1943 mit dem 27. Osttransport gemeinsam mit seiner Schwester und ihrem Ehemann in das Vernichtungslager Auschwitz deportiert und dort ermordet. | 52.496567 13.293497   |
| Stolperstein Hektorstraße 5 Theodor Delbanco       | Theodor Delbanco            | Hektorstraße 5 | 27. Nov. 2012 | Theodor Delbanco, geboren am 12. Juni 1889, wurde am 4. März 1943 mit dem 34. Osttransport nach Auschwitz deportiert und dort ermordet. Das Todesdatum ist unbekannt. | 52.499706 13.297915   |
|                                                    | Klaus Peter Dresdner        | Westfälische Straße 52 | 14. Okt. 2014 | Klaus Peter Dresdner, geb. am 13. Mai 1924 in Berlin, wurde am 18. Oktober 1941 mit dem I. Transport in das Ghetto Litzmannstadt deportiert und dort am 2. Juli 1942 ermordet. | 52.496498 13.292858   |
|                                                    | Rose Dresdner               | Westfälische Straße 52 | 14. Okt. 2014 | Rose Dresdner, geb. Blumenthal, am 10. Dezember 1896 in Berlin, wurde am 18. Oktober 1941 mit dem I. Transport in das Ghetto Litzmannstadt deportiert und dort am 8. August 1942 ermordet. | 52.496497 13.292858   |
|                                                    | Walter Dresdner             | Westfälische Straße 52 | 14. Okt. 2014 | Walter Dresdner, geb. am 24. Februar 1896 in Schwientochlowitz (Schlesien), konnte in die Niederlande flüchten. Nach der Besetzung der Niederlande wurde er verhaftet und vom 20. Juni 1943 bis zum 6. Juli 1943 im Durchgangslager Westerbork inhaftiert. Am 6. Juli 1943 erfolgte die Deportation in das Vernichtungslager Sobibor, wo er am 9. Juli 1943 ermordet wurde. | 52.496496 13.292858   |
| Stolperstein Hektorstraße 5 Charlotte Edel         | Charlotte Edel              | Hektorstraße 5 | 27. Nov. 2012 | Charlotte Edel, geb. Brilles, geboren am 25. September 1887 in Frankfurt (Oder), wurde am 27. November 1941 mit dem VII. Transport nach Riga deportiert und dort nach Ankunft am 30. November 1941 ermordet. | 52.499707 13.297915   |
|                                                    | Malwine Edel                | Nestorstraße 53 | 7. Okt. 2020  | |                       |
|                                                    | Sophie Eichelbaum           | Joachim-Friedrich-Straße 57 | 14. Apr. 2015 | Sophie Eichelbaum, geb. Sklower, geboren am 6. Juni 1862 in Tilsit, entstammt einer berühmten jüdischen Familie, die ihren Ursprung zurück zum Talmudisten Joseph May, einem berühmten Verleger hebräischer Schriften des 18. Jahrhunderts, verfolgen kann. Im Alter von 22 Jahren heiratete Sophie Sklower 1884 den 26-jährigen Kaufmann Otto Eichelbaum in Tilsit und siedelte nach Insterburg über. Zwischen 1885 und 1895 wurden dem Paar fünf Kinder geboren: Helene, Else, Anne, Walter und Meta. Sophies Ehemann Otto war eine führende Persönlichkeit im städtischen und geschäftlichen Bereich in Insterburg. Nach Ottos Tod im Januar 1936 zog sie im Sommer 1936 nach Berlin, um näher bei ihren Töchtern und Angehörigen zu leben. Hier wohnte sie als Pensionärin in dem von Gertrud Adler eingerichteten Damenheim in der Joachim-Friedrich-Straße 57 in Halensee, das am 1. Oktober 1939 aufgelöst wurde. Irgendwann kam Sophie in das „Siechenheim“ Auguststraße 14/16 in Berlin-Mitte. Hier starb sie vor ihrer Deportation in die Vernichtungslager am 15. Januar 1943. | 52.493889 13.295556   |
|                                                    | Hermann Eisenberg           | Joachim-Friedrich-Straße 55 | 9. Apr. 2010  | Hermann Eisenberg, geboren am 10. Oktober 1876 in Leipzig, wurde am 26. September 1942 nach Raasiku (b. Reval) deportiert und ermordet. | 52.494291 13.295574   |
|                                                    | Margarete Eisner            | Kurfürstendamm 102 | 10. Mai 2016  | | 52.498056 13.295556   |
|                                                    | Leonore Ellend              | Johann-Georg-Straße 17 | 4. Dez. 2019  | | 52.496981 13.297289   |
|                                                    | Paulina Ellend              | Johann-Georg-Straße 17 | 4. Dez. 2019  | | 52.49698 13.297289    |
|                                                    | Bertha Ephraim              | Joachim-Friedrich-Straße 20 | 1. Okt. 2010  | Bertha Ephraim wurde am 16. November 1882 in Berlin geboren und am 3. März 1943 nach Auschwitz deportiert und ermordet. | 52.499327 13.296573   |
|                                                    | Alexander Epstein           | Markgraf-Albrecht-Straße 3 | 8. Mai 2012   | Geboren am 27. Januar in 1890 in Toer/Westpreußen (Geburtsort zweifelhaft), Bergbau-Ingenieur, war in den 1920er und -30er Jahren ein bedeutender Unternehmer der Baulandvermarktung. Er wurde am 10. März 1944 mit dem 103. Theresienstadt-Transport nach Theresienstadt deportiert. Am 28. September in Auschwitz ermordet. | 52.499419 13.299188   |
|                                                    | Berta Erdsiek               | Kurfürstendamm 100 | 6. Aug. 2011  | Berta Erdsiek, geborene Kowalsky, Jahrgang 1873. Sie wurde am 18. Juni 1942 nach Theresienstadt deportiert und dort am 19. April 1944 ermordet. | 52.498197 13.29646    |
|                                                    | Emma Fabian                 | Schweidnitzer Straße 6 | 15. Apr. 2014 | Emma Fabian, geb. am 6. September 1864 in Rüdersdorf bei Berlin war eine Cousine von Emma Levin. Sechs Tage nach der Deportation von Emma Levin beging sie mit ihrer Schwester Lucie Fabian am 29. September 1942 Selbstmord. Der Sohn von Emma Levin hatte ihnen – gemeinsam mit seiner Künstlerfreundin Mieke Monjau – heimlich Zyankali besorgt. Weitere Informationen auf der Seite des Bezirksamtes. | 52.494167 13.297778   |
|                                                    | Lucie Fabian                | Schweidnitzer Straße 6 | 15. Apr. 2014 | Lucie Fabian, geb. am 6. September 1864 in Rüdersdorf bei Berlin war eine Cousine von Emma Levin. Sechs Tage nach der Deportation von Emma Levin beging sie mit ihrer Schwester Emma Fabian am 29. September 1942 Selbstmord. Der Sohn von Emma Levin hatte ihnen – gemeinsam mit seiner Künstlerfreundin Mike Monjau – heimlich Zyankali besorgt. Weitere Informationen auf der Seite des Bezirksamtes. | 52.494166 13.297778   |
|                                                    | Berta Feldheim              | Hektorstraße 5 | 27. Nov. 2012 | Berta Feldheim, geb. Meyer, geboren am 18. Mai 1889 in Würselen. Flucht in den Tod am 10. Mai 1942 in Berlin. | 52.499708 13.297915   |
|                                                    | Klara Feldmann              | Katharinenstraße 20 | 10. Mai 2019  | | 52.499567 13.292515   |
|                                                    | Salomon Feldmann            | Katharinenstraße 20 | 10. Mai 2019  | | 52.499564 13.292515   |
|                                                    | Ernst Fischer               | Westfälische Straße 70 | 6. Mai 2014   | Ernst Fischer, geb. am 5. November 1882 in Eibenschitz (Mähren), wurde am 6. März 1943 mit seiner Ehefrau Gertrud Fischer mit dem 35. Osttransport in das Vernichtungslager Auschwitz deportiert und dort ermordet. | 52.495077 13.29927    |
|                                                    | Gertrud Fischer             | Westfälische Straße 70 | 6. Mai 2014   | Gertrud Fischer, geb. Hagelberg, am 27. September 1883 in Erfurt, wurde am 6. März 1943 mit dem 35. Osttransport mit ihrem Ehemann Ernst Fischer in das Vernichtungslager Auschwitz deportiert und dort ermordet. | 52.495076 13.29927    |
|                                                    | Sali Max Fraenkel           | Markgraf-Albrecht-Straße 5 | 8. Mai 2012   | Sali Max Fraenkel, Jahrgang 1878, wurde am 14. Juli 1942 nach Theresienstadt deportiert. Am 16. Mai 1944 wurde sie in Auschwitz ermordet. | 52.499815 13.299249   |
|                                                    | Erna Freudenthal            | Katharinenstraße 2 | 11. Apr. 2024 | |                       |
|                                                    | Käte Friedländer            | Markgraf-Albrecht-Straße 4 | 7. Apr. 2022  | |                       |
|                                                    | Anna Margarete Friedländer  | Kurfürstendamm 100 | 6. Aug. 2011  | Anna Margarete Friedländer, geboren am 21. Mai 1883 in Hamburg. Sie wurde am 14. Juni 1942 nach Theresienstadt deportiert und am 16. Mai 1944 in Auschwitz ermordet. | 52.498197 13.296462   |
|                                                    | Marie Erna Frommermann      | Paulsborner Straße 20 | 31. Aug. 2023 | |                       |
|                                                    | Harry Frommermann           | Paulsborner Straße 20 | 31. Aug. 2023 | |                       |
|                                                    | Carl Fuchs                  | Westfälische Straße 59 | 6. Mai 2014   | Karl Fuchs, geb. am 20. August 1874 in Schlawe als Sohn des Kaufmanns Hermann Fuchs und dessen Frau Henriette, geb. Jacobi, besuchte dort das Progymnasium und wurde in Stettin und Aachen kaufmännisch ausgebildet. Er war seit dem 24. März 1904 mit Johanna Goldemann verheiratet, mit der er drei Töchter hatte. Mit 29 Jahren gründete er mit Max Hamburger in Berlin die Wellpappenwerke Hamburger & Fuchs, deren Zweigniederlassung an der Glasower Straße in Neukölln standen und sich später zu einem Musterbetrieb der deutschen Papierindustrie entwickelten. 1936 mussten sie den Betrieb verkaufen. Die Familie wohnte zunächst seit 1919 als Mieter in der Westfälischen Straße 59, 1921 kaufte er von den Erben des Architekten W. Schmidt das Haus, das er bis 1942 besaß. Er wurde gemeinsam mit seiner Ehefrau Johanna Fuchs am 23. September 1942 mit dem 65. Alterstransport in das Ghetto Theresienstadt deportiert, wo er am 13. Dezember 1943 an den Haftbedingungen verstarb. Weitere Informationen auf der Seite des Bezirksamtes. | 52.495952 13.295275   |
|                                                    | Johanna Fuchs               | Westfälische Straße 59 | 6. Mai 2014   | Johanna Fuchs wurde am 17. Juni 1881 in Breslau mit dem Mädchennamen Goldemann geboren, ihre Eltern waren Jakob Goldemann und Florentine Goldemann (geb. Licht). Ihr Vater starb bereits im Alter von nur 41 Jahren am 31. Mai 1893 in der Irrenanstalt Dalldorf. Sie hatte zwei Schwestern, Luise (geb. am 20. August 1882 in Breslau) und Margarete (geb. am 29. August 1886 in Berlin; gest. am 23. Juni 1905 in Berlin). Am 24. März 1904 hat Johanna in Berlin den Kaufmann Karl Fuchs geheiratet, mit dem sie drei Töchter hatte. Sie hießen Charlotte (geb. am 9. Februar 1905), Margarete (geb. am 24. November 1906) und Gerda (geb. am 3. April 1909) und konnten mit ihren Familien vor Beginn des Zweiten Weltkriegs in die USA auswandern und somit überleben. Johanna wurde gemeinsam mit ihrem Ehemann Carl Fuchs am 23. September 1942 mit dem 65. Alterstransport in das Ghetto Theresienstadt deportiert und 12. Oktober 1944 in das Vernichtungslager Treblinka, wo sie ermordet wurde. Weitere Informationen auf der Seite des Bezirksamtes. | 52.495953 13.295275   |
|                                                    | Käthe Paula Funke           | Hektorstraße 17 Von der Eigentümergemeinschaft gespendet.                                                                                               | 17. März 2011 | Als Käthe Paula Lasker geboren am 30. März 1882 in Sonnenburg. Am 9. Dezember 1942 deportiert. Ermordet in Auschwitz. | 52.499517 13.297641   |
|                                                    | Luise Fürstenheim           | Westfälische Straße 35 | 22. Okt. 2015 | Luise Fürstenheim, geb. am 20. Juli 1880 in Bahn Pommern, wurde am 14. Dezember 1942 mit dem 25. Osttransport in das Vernichtungslager Auschwitz deportiert und dort ermordet. | 52.496111 13.296389   |
|                                                    | Hedwig Gerson               | Nestorstraße 54 | 14. Okt. 2009 | Hedwig Gerson, geborene Biermann, am 16. August 1879 in Lissa, wurde am 17. November 1941 nach Kowno deportiert und dort am 25. November 1941 ermordet. | 52.497799 13.300146   |
|                                                    | Kurt Gerron                 | Paulsborner Straße 77 | 17. Juni 2022 | |                       |
|                                                    | Olga Gerson                 | Paulsborner Straße 77 | 17. Juni 2022 | |                       |
| Stolperstein Hektorstraße 5 Johanna Goldschmidt    | Johanna Goldschmidt         | Hektorstraße 5 | 27. Nov. 2012 | Johanna Goldschmidt, geb. Gutkind, geboren am 12. November 1889 in Berlin, wurde am 26. Oktober 1942 mit dem 22. Osttransport nach Riga deportiert und dort nach Ankunft am 29. Oktober 1942 ermordet. Der letzte bekannte Wohnsitz war Trautenaustraße 22 in Berlin-Wilmersdorf. | 52.499709 13.297915   |
|                                                    | Käthe Goldschmidt           | Westfälische Straße 30 | 6. Mai 2014   | Käthe Goldschmidt, geb. Wasservogel am 27. Dezember 1892 in Berlin, wurde am 15. August 1942 mit dem 18. Osttransport nach Riga deportiert und dort nach Ankunft am 18. August 1942 ermordet. | 52.495558 13.297778   |
| Stolperstein Hektorstraße 5 Leo Goldschmidt        | Leo Goldschmidt             | Hektorstraße 5 | 27. Nov. 2012 | Leo Goldschmidt, geboren am 17. Dezember 1881 in Gostin / Schlesien, wurde am 26. Oktober 1942 mit dem 22. Osttransport nach Riga deportiert und dort nach Ankunft am 29. Oktober 1942 ermordet. | 52.4997 13.297915     |
|                                                    | Hedwig Goldstein            | Westfälische Straße 59 gespendet von Ralf Husemann (Berlin/München)                                                                                     | 6. Mai 2014   | Hedwig Goldstein, geb. Jaraczewer, verwitwete Kantorowicz, wurde am 30. September 1880 in Ostrowo (Kreis Posen/Poznań) geboren. Sie war in der ersten Ehe mit Edmund Kantorowicz in Berlin verheiratet, der die West-Buchhandlung in der Potsdamer Straße 135 betrieb. Nach seinem Tod 1927 betrieb sie diese weiter. Sie hatten zwei Söhne Ernst-Max (1903) und Kurt-Heinz (1918). In zweiter Ehe war sie mit Max Goldstein (geb. am 12. Mai 1875) verheiratet, der ohne seine Ehefrau entweder 1934 oder 1938/39 nach Argentinien emigrierte und 1952 in Buenos Aires starb. Sie wurde am 15. August 1942 zusammen mit ihrem Sohn Ernst-Max Kantorowicz nach Riga deportiert und dort nach Ankunft am 18. August 1942 ermordet. Weitere Informationen auf der Seite des Bezirksamtes. | 52.495954 13.295275   |
|                                                    | Recha Gotthilf              | Hektorstraße 20 Der Stolperstein wurde von der Hausgemeinschaft gespendet.                                                                              | 20. Okt. 2009 | Recha Gotthilf geb. Wolfsohn, am 16. April 1875 in Neustadt, wurde vom Hospital Auguststraße 14–16 am 22. Juli 1942 nach Theresienstadt deportiert und von dort am 26. September 1942 nach Treblinka verschleppt und ermordet. | 52.498942 13.297572   |
|                                                    | Kurt Gross                  | Johann-Georg-Straße 20 | 15. Apr. 2014 | Kurt Gross, geboren am 6. Juni 1928 in Zanow, wurde am 6. März 1943 mit dem 35. Osttransport nach Auschwitz deportiert und dort ermordet. Das Todesdatum ist unbekannt. | 52.496498 13.297917   |
|                                                    | Margarete Guckenheimer      | Kurfürstendamm 150 | 6. Aug. 2011  | Margarete Guckenheimer, am 2. Januar 1872 in Berlin geborene Bernstein, wurde am 1. November 1941 nach Litzmannstadt deportiert und dort ermordet. Das Todesdatum ist unbekannt. | 52.49841 13.30052     |
|                                                    | Fritz Gumpel                | Kurfürstendamm 100 | 6. Aug. 2011  | Fritz Gumpel, geboren am 17. Juli 1904 in Berlin, flüchtete am 22. August 1939 über die Schweiz nach Monaco. Er wurde im Sammellager Drancy interniert. Am 10. August 1942 wurde er nach Auschwitz deportiert und dort ermordet. Das Todesdatum ist unbekannt. | 52.498197 13.296463   |
|                                                    | Colette Hachnochi           | Kurfürstendamm 100. Da die Adresse Kurfürstendamm 99 nicht mehr existiert, wurden die Steine vor dem Haus Kurfürstendamm 100 Ecke Hektorstraße verlegt. | 9. Apr. 2010  | Colette Hachnochi wurde am 15. November 1937 in Paris geboren. Sie wurde über das Sammellager Pithiviers am 22. August nach Auschwitz deportiert und dort ermordet. Das Todesdatum ist unbekannt. | 52.498501 13.297534   |
|                                                    | Gitla Hachnochi             | Kurfürstendamm 100. Da die Adresse Kurfürstendamm 99 nicht mehr existiert, wurden die Steine vor dem Haus Kurfürstendamm 100 Ecke Hektorstraße verlegt. | 24. Sep. 2008 | Gitla Hachnochi, geborene Melber, Jahrgang 1904, flüchtete mit ihrer Familie nach Frankreich. Sie wurde über das Sammellager Pithiviers am 22. August nach Auschwitz deportiert und dort ermordet. Das Todesdatum ist unbekannt. | 52.498501 13.297535   |
|                                                    | Liliane Hachnochi           | Kurfürstendamm 100. Da die Adresse Kurfürstendamm 99 nicht mehr existiert, wurden die Steine vor dem Haus Kurfürstendamm 100 Ecke Hektorstraße verlegt. | 9. Apr. 2010  | Liliane Hachnochi wurde am 10. April 1935 in Paris geboren. Sie wurde über das Sammellager Pithiviers am 22. August nach Auschwitz deportiert und dort ermordet. Das Todesdatum ist unbekannt. | 52.498501 13.297536   |
|                                                    | Michael Hachnochi           | Kurfürstendamm 100. Da die Adresse Kurfürstendamm 99 nicht mehr existiert, wurden die Steine vor dem Haus Kurfürstendamm 100 Ecke Hektorstraße verlegt. | 24. Sep. 2008 | Michael Hachnochi Jahrgang 1902, flüchtete mit seiner Familie nach Frankreich. Er wurde über das Sammellager Pithiviers am 22. August nach Auschwitz deportiert und dort ermordet. Das Todesdatum ist unbekannt. | 52.498501 13.297537   |
|                                                    | Oskar Hamburger             | Hektorstraße 20 Der Stolperstein wurde von der Hausgemeinschaft gespendet.                                                                              | 20. Okt. 2009 | Oskar Hamburger, geboren am 25. März 1873 in Sternalitz, entzog sich der Deportation durch Suizid am 2. Januar 1943. | 52.498944 13.297574   |
|                                                    | Alfred Harpuder             | Heilbronner Straße 3 | 18. Feb. 2023 | |                       |
|                                                    | Genia Harpuder              | Heilbronner Straße 3 | 18. Feb. 2023 | |                       |
|                                                    | Gertrud Harpuder            | Heilbronner Straße 3 | 18. Feb. 2023 | |                       |
|                                                    | Peter Harpuder              | Heilbronner Straße 3 | 18. Feb. 2023 | |                       |
|                                                    | Henriette Harris            | Markgraf-Albrecht-Straße 5 | 8. Mai 2012   | Henriette Harris, Mädchenname Lewek, geboren am 13. Januar 1861 in Kolmar i. Posen. Am 12. Januar 1943 deportiert. Ermordet in Auschwitz. Das Todesdatum ist unbekannt. | 52.499816 13.299249   |
|                                                    | Regina Harris               | Markgraf-Albrecht-Straße 5 | 8. Mai 2012   | Regina Harris, geboren 1890. Am 12. Januar 1943 deportiert. Ermordet in Auschwitz. Das Todesdatum ist unbekannt. | 52.499817 13.299249   |
|                                                    | Elise Cecilie Heidemann     | Westfälische Straße 59 | 6. Mai 2014   | Elise Cecilie Heidemann wurde am 12. Dezember 1886 mit dem Mädchennamen Bloch in Berlin geboren, ihre Eltern waren der Kaufmann Ernst Abraham Bloch (geb. am 22. Oktober 1855 in La Chaux-de-Fonds) und Agnes Bloch (am 23. August 1860 in Stettin geb. Wolffheim; gest. am 20. November 1942 im KZ Theresienstadt). Sie hatte noch drei Brüder als Geschwister, sie hießen Adolf Erich (geb. am 25. November 1888 in Berlin; gest. am 2. Januar 1889 in Berlin), Jakob Leo (geb. am 9. Februar 1890 in Berlin; gest. am 5. September 1897 in Berlin) und Karl Herbert (geb. am 25. April 1895 in Berlin). Im Mai 1939 gab sie zur Volkszählung als Adresse die Zähringerstraße 29 in Berlin-Wilmersdorf an. Sie beging unmittelbar vor ihrer Deportation am 25. September 1942 Selbstmord. Ihr Bruder Herbert Bloch hat den Holocaust überlebt, entweder durch Auswanderung in die USA am 30. Oktober 1939 oder durch Verstecken in Berlin, wie es in einem Brief der Haushälterin von Johanna Fuchs überliefert ist. Er lebte nach dem Kriegsende 1945 in der Innsbrucker Str. 4 in Schöneberg. | 52.495955 13.295275   |
|                                                    | Alfred Andreas Heiß         | Georg-Wilhelm-Straße 3 | 24. Apr. 2014 | Alfred Andreas Heiß wurde am 18. April 1904 als sechstes Kind einer Kleinbauernfamilie in Triebenreuth (Franken) geboren. 1930 ging er nach Berlin und erhielt die Stelle eines „Hilfsarbeiters im Mittleren Justizdienst“. 1932 trat er in die Deutsche Zentrumspartei ein, da er, wie er später vor der Gestapo sagte, der Überzeugung war, „daß die Zentrumspartei die Interessen meiner Religion wahrnehme“. Im September 1934 äußerte er sich in einer Diskussion mit SA-Männern kritisch gegenüber der veröffentlichten Meinung über den Röhm-Putsch. Am 26. März 1935 wurde er von der Gestapo verhaftet und zehn Wochen im KZ Columbia in Berlin festgehalten. 1940 wurde er zur Wehrmacht eingezogen. Auf dem Kasernenhof der Hindenburgkaserne in Glogau (Schlesien) weigerte er sich, die Hakenkreuzfahne zu grüßen. Vor dem Untersuchungsrichter erklärte er, dass der Nationalsozialismus antichristlich eingestellt sei und er es daher ablehnen müsse, für den nationalsozialistischen Staat Dienst als Soldat zu tun. Er blieb bei dieser Aussage auch vor dem Reichskriegsgericht. Dieses verurteilte ihn wegen Zersetzung der Wehrkraft zum Tod. Er wurde am 24. September 1940 im Zuchthaus Brandenburg hingerichtet. Über den Verbleib des Leichnams liegen keine Nachrichten vor. | 52.498337 13.290555   |
|                                                    | Heinrich Herzog             | Markgraf-Albrecht-Straße 8 | 8. Mai 2012   | Heinrich Herzog, geboren am 7. November 1870 in Schwersenz, wurde am 4. August 1942 nach Theresienstadt deportiert und am 26. September 1942 in Treblinka ermordet. | 52.500449 13.29902    |
|                                                    | Charlotte Heymann           | Hektorstraße 3 | 7. Juni 2017  | | 52.499236 13.29775    |
|                                                    | Elise Heymann               | Westfälische Straße 62 gespendet von der SPD Halensee                                                                                                   | 6. Mai 2014   | Elise Heymann, geb. Jacoby, am 30. Juli 1880 in Berlin, lebte mit ihrer Schwester Mary Bergmann im Parterre des Vorderhauses in der Westfälischen Straße 62. Sie wurde am 2. März 1943 mit dem 32. Osttransport in das Vernichtungslager Auschwitz deportiert und dort ermordet. | 52.495615 13.296825   |
|                                                    | Hugo Heymann                | Westfälische Straße 42 | 6. Mai 2014   | Hugo Heymann, geb. am 4. Mai 1873 in Soldau in Ostpreußen. Er war mit Käthe Heymann verheiratet, aus der Ehe gingen drei Kinder hervor, Lisbeth (1903), Ilse (1908) und Klaus (1918). Von 1928 bis zum Ostersonntag 1939 lebte die Familie Heymann im ersten Stock der Westfälischen Straße 42. Am 8. April 1939 konnte sie mit ihrem Ehemann in die Niederlande emigrieren. Nach der Besetzung der Niederlande wurden sie verhaftet und vom 2. April 1943 bis zum 14. September 1943 im Durchgangslager Westerbork inhaftiert. Von dort gelangten sie in das KZ Bergen-Belsen und am 25. Januar 1944 in das Ghetto Theresienstadt. Am 28. Oktober 1944 wurden sie in das Vernichtungslager Auschwitz deportiert und dort ermordet. Sie wurden für den 30. Oktober 1944 für tot erklärt. Weitere Informationen und ausführliche Biografie der Familien Heymann und Ury auf der Seite des Bezirksamtes. | 52.496566 13.293497   |
|                                                    | Käthe Heymann               | Westfälische Straße 42 | 6. Mai 2014   | Käthe Heymann, geb. Ury, am 7. Oktober 1881 in Berlin, war das vierte Kind des Tabakfabrikanten Emil Ury (1835–1920) und seiner Frau Franziska, geb. Schlesinger (1847–1940) und eine Schwester der Schriftstellerin Else Ury. Sie besuchte das Luisenlyzeum in Berlin-Mitte bis zur 10. Klasse, anschließend das Lehrerinnenseminar mit dem Examen 1901. 1902 heiratete sie den preußischen Baurat Hugo Heymann, geb. am 4. Mai 1873 in Soldau in Ostpreußen. Aus der Ehe gingen drei Kinder hervor, Lisbeth (1903), Ilse (1908) und Klaus (1918). Von 1928 bis zum Ostersonntag 1939 lebte die Familie Heymann im ersten Stock der Westfälischen Straße 42. Am 8. April 1939 konnte sie mit ihrem Ehemann in die Niederlande emigrieren. Nach der Besetzung der Niederlande wurden sie verhaftet und vom 2. April 1943 bis zum 14. September 1943 im Durchgangslager Westerbork inhaftiert. Von dort gelangten sie in das KZ Bergen-Belsen und am 25. Januar 1944 in das Ghetto Theresienstadt. Am 28. Oktober 1944 wurden sie in das Vernichtungslager Auschwitz deportiert und dort ermordet. Sie wurden für den 30. Oktober 1944 für tot erklärt. Weitere Informationen und ausführliche Biografie der Familien Heymann und Ury auf der Seite des Bezirksamtes. | 52.496565 13.293497   |
|                                                    | Margarete Hille             | Joachim-Friedrich-Straße 20 | 20. Okt. 2009 | Margarete Hille wurde am 9. Mai 1902 in Berlin geboren, am 4. März 1943 nach Auschwitz deportiert und ermordet. | 52.499327 13.296574   |
|                                                    | Hermann Hirsch              | Johann-Georg-Straße 17 | 4. Dez. 2019  | | 52.496983 13.297289   |
|                                                    | Paul Hirsch                 | Hektorstraße 15 | 7. Apr. 2016  | | 52.5 13.297778        |
|                                                    | Richard Isidor Hirsch       | Joachim-Friedrich-Straße 16 | 21. Apr. 2016 | | 52.497222 13.296389   |
|                                                    | Hermann Hoffmann            | Markgraf-Albrecht-Straße 4 | 8. Mai 2012   | Hermann Hoffmann, geboren am 14. Januar 1866 in Hohenstein/Osterode i. Ostpreußen. Wählte gedemütigt und entrechtet am 9. September 1942 den Suizid. | 52.499605 13.299217   |
|                                                    | Lucie Hoffmann              | Markgraf-Albrecht-Straße 4 | 8. Mai 2012   | Lucie Hoffmann, Mädchenname Meyer, geboren am 24. Oktober 1880 in Berlin. Wählte gedemütigt und entrechtet am 13. September 1942 den Suizid. | 52.499606 13.299216   |
|                                                    | Samuel Hoffnung             | Westfälische Straße 59 gespendet von Ralf Husemann (Berlin/München)                                                                                     | 6. Mai 2014   | Samuel Hoffnung, geb. am 10. März 1854 in Freystadt in Westpreußen. Er kam zu einem unbekannten Zeitpunkt nach Berlin und war von Beruf Kaufmann. Er wurde – 88-jährig – am 21. September 1942 mit dem 63. Alterstransport in das Ghetto Theresienstadt deportiert, wo er am 9. Oktober 1942 ermordet wurde. Weitere Informationen auf der Seite des Bezirksamtes. | 52.495956 13.295275   |
|                                                    | Grete Holländer             | Seesener Straße 50 Gespendet von einer Initiative von Bewohnern und Freunden des Hauses Seesener Straße 50                                              | 28. Apr. 2015 | Grete Margarete Hollaender, geb. Wachsmann, am 30. Januar 1884 in Breslau, verheiratet seit 12. August 1912 mit Hubert Hollaender. Sie stammte aus einer Akademikerfamilie und war von Beruf Stenotypistin. Sie musste zuletzt als Zwangsarbeiterin in der Schneekettenfabrik Nordland, Kurfürstenstraße 14 in Schöneberg, arbeiten. Gemeinsam mit ihrem Ehemann beging sie am 31. Mai 1942 Suizid, nachdem sie den Deportationsbescheid erhalten hatten. | 52.493333 13.295278   |
|                                                    | Hubert Holländer            | Seesener Straße 50 Gespendet von einer Initiative von Bewohnern und Freunden des Hauses Seesener Straße 50                                              | 28. Apr. 2015 | Der Fabrikbesitzer Hubert Hollaender, geboren am 7. Dezember 1877 in Leobschütz, heiratete am 12. August 1912 in Berlin seine Frau Grete Wachsmann. Hubert und Grete Hollaender lebten seit 1. April 1939 in der Seesener Straße 50 des Eigentümers Moses Mendelsohn zur Miete. Gemeinsam mit seiner Ehefrau beging er am 31. Mai 1942 Suizid, nachdem sie den Deportationsbescheid erhalten hatten. | 52.493333 13.295279   |
|                                                    | Hans Holländer              | Westfälische Straße 59 | 14. Apr. 2015 | Hans Holländer, geb. am 14. Januar 1898 in Berlin, wurde am 19. Oktober 1942 mit dem 21. Osttransport nach Riga deportiert und dort bei Ankunft am 22. Oktober 1942 ermordet. | 52.495957 13.295275   |
|                                                    | Steffi Holländer            | Westfälische Straße 59 | 6. Mai 2014   | Steffi Holländer, geb. Hohenstein, am 27. Juni 1919 in Berlin, wurde am 19. Oktober 1942 mit dem 21. Osttransport nach Riga deportiert und dort bei Ankunft am 22. Oktober 1942 ermordet. | 52.495958 13.295275   |
|                                                    | Moritz Hopp                 | Damaschkestraße 17 | 7. Apr. 2016  | | 52.500277 13.299722   |
|                                                    | Hermann Isakowitz           | Kurfürstendamm 133 | 29. März 2008 | Hermann Isakowitz, geboren am 15. April 1879 in Königsberg, war Inhaber eines Herrenausstattergeschäftes in Marienwerder/Westpreußen. Das Geschäft wurde arisiert, er zog 1941 zu Verwandten nach Berlin, die mit ihm am 19. Januar 1942 nach Riga deportiert und dort ermordet wurden.Isakowitz, Hermann Herman. In: Gedenkbuch – Opfer der Verfolgung der Juden. Bundesarchiv. Seine vier Kinder konnten in der 2. Hälfte der 1930er Jahre Deutschland verlassen und den Nazis entkommen. Der Stolperstein wurde am Tag der Verlegung in Anwesenheit von Familienmitgliedern und Freunden der Familie eingeweiht. | 52.497342 13.29328    |
| Stolperstein Hektorstraße 5 Eva Jablonski          | Eva Jablonski               | Hektorstraße 5 | 27. Nov. 2012 | Eva Jablonski, geb. Wolff, geboren am 31. Januar 1884 in Breslau, wurde am 15. Dezember 1942 mit dem 76. Alterstransport nach Theresienstadt deportiert. Am 28. Oktober 1944 wurde sie weiter nach Auschwitz deportiert und dort ermordet. Das Todesdatum ist unbekannt. | 52.499702 13.297915   |
| Stolperstein Hektorstraße 5 Siegfried Jablonski    | Siegfried Jablonski         | Hektorstraße 5 | 27. Nov. 2012 | Siegfried Jablonski, geboren am 28. Juli 1874 in Pleschen, wurde am 15. Dezember 1942 mit dem 76. Alterstransport nach Theresienstadt deportiert. Am 28. Oktober 1944 wurde er weiter nach Auschwitz deportiert und dort ermordet. Das Todesdatum ist unbekannt. | 52.499701 13.297915   |
|                                                    | Ivan Jacobsohn              | Johann-Georg-Straße 23 | 23. Okt. 2019 | | 52.496058 13.298389   |
|                                                    | Johanna Jarecki             | Kurfürstendamm 100 | 6. Aug. 2011  | Johanna Jarecki, Mädchenname Jaffe, geboren am 28. September 1873 in Berlin. Sie wurde am 18. Juni 1942 nach Theresienstadt deportiert und dort am 28. Januar 1943 ermordet. | 52.498197 13.296464   |
|                                                    | Berthold Juliusburger       | Damaschkestraße 17 | 7. Apr. 2016  | | 52.500276 13.299722   |
|                                                    | Claire Kaiser               | Hektorstraße 20 Der Stolperstein wurde von der Hausgemeinschaft gespendet.                                                                              | 20. Okt. 2009 | Claire Kaiser geb. Kuznitzky, am 28. Juli 1886 in Halle a. S., wählte am 27. November 1939 den Suizid. | 52.498945 13.297574   |
|                                                    | Julius Kann                 | Markgraf-Albrecht-Straße 2 | 8. Mai 2012   | Geboren am 2. Mai 1884 in Lissa. Am 17. November 1941 wurde er nach Kowno Fort IX deportiert und dort am 25. November 1941 ermordet. | 52.499152 13.299226   |
|                                                    | Ernst Max Kantorowicz       | Westfälische Straße 59 gespendet von Ralf Husemann (Berlin/München)                                                                                     | 6. Mai 2014   | Ernst Max Kantorowicz, geb. am 1. Juni 1903 in Berlin, war der Sohn von Hedwig Goldstein. Er wurde am 15. August 1942 zusammen mit seiner Mutter nach Riga deportiert und dort nach Ankunft am 18. August 1942 ermordet. Weitere Informationen auf der Seite des Bezirksamtes. | 52.495959 13.295275   |
| Stolperstein Hektorstraße 5 Margarete Kapauner     | Margarete Kapauner          | Hektorstraße 5 | 27. Nov. 2012 | Margarete Kapauner, geboren am 31. Juli 1888 in Glatz, wurde am 13. Juni 1942 mit dem XIV. Transport nach Sobibór deportiert und dort ermordet. Das Todesdatum ist unbekannt. | 52.499703 13.297915   |
|                                                    | Ilse Kappel                 | Westfälische Straße 62 gespendet von der SPD Halensee                                                                                                   | 6. Mai 2014   | Ilse Kappel, geb. am 13. Februar 1924 in Berlin, war die Tochter von Jenny Kappel. Jenny Kappel bewohnte ab 1938 zusammen mit ihrer Tochter Ilse ein Zimmer bei Johanna und Joachim Schwersenski. Sie wurde gemeinsam mit ihrer Mutter am 19. Januar 1942 mit dem IX. Transport in das Ghetto Riga deportiert und dort ermordet. | 52.495615 13.296826   |
|                                                    | Jenny Kappel                | Westfälische Straße 62 gespendet von der SPD Halensee                                                                                                   | 6. Mai 2014   | Jenny Kappel, geb. Lutterkort, am 4. März 1895 in Gerdauen (Ostpreußen), war wohl die Schwester oder die Cousine bzw. die Nichte von Luise Levy. Sie war seit 1921 mit dem Kaufmann und Buchhalter Friedrich Ludwig Isaak Kappel (geb. 16. September 1888 in Berlin) verheiratet, mit dem sie den Sohn Werner Ludwig Julius (geboren 26. Juni 1922) und die Tochter Ilse Rosemary Lilli (geboren 13. Februar 1924) hatte. 1930 schieden sich Jenny und Friedrich, genannt Fred, und die Mutter zog mit den beiden Kindern zuerst in die Schloßstraße 35 in Charlottenburg um und danach nur mit der Tochter in die Westfälische Straße 62. Der erneute Wohnungswechsel entstand wohl dadurch, dass Werner zusammen mit seinem Vater nach Amerika auswanderte. Sie musste Zwangsarbeit bei der Firma Ehrich und Graetz in Berlin-Alt-Treptow leisten. Jenny Kappel wurde gemeinsam mit ihrer Tochter am 19. Januar 1942 mit dem IX. Transport in das Ghetto Riga deportiert und dort ermordet. | 52.495615 13.296827   |
|                                                    | Frida Kaufmann              | Joachim-Friedrich-Straße 54 | 9. Apr. 2010  | Frida Kaufmann geb. Joelsohn, am 3. Juni 1884 in Berlin, wurde am 1. März 1943 nach Auschwitz deportiert und ermordet. | 52.49462 13.29532     |
|                                                    | Gertrud Kaufmann            | Markgraf-Albrecht-Straße 14 | 17. März 2011 | Gertrud Kaufmann, geborene Seligmann, geboren am 21. Oktober 1887 in Berlin, wurde am 19. Mai 1943 nach Theresienstadt deportiert und am 9. Oktober 1944 in Auschwitz ermordet. Eine frühere Fassung des Steins wurde am 17. März 2011 in der Markgraf-Albrecht-Straße 12 verlegt; der alte Stein gab ein falsches Deportationsjahr (1941 statt 1943) an. | 52.499176 13.29889    |
|                                                    | Werner H. Kaufmann          | Joachim-Friedrich-Straße 54 | 9. Apr. 2010  | Werner H. Kaufmann, geboren am 1. Mai 1910 in Berlin, wurde am 3. März 1943 nach Auschwitz deportiert und ermordet. | 52.49462 13.29531     |
|                                                    | Erna Kessel                 | Hektorstraße 2 Die Stolpersteine wurden von zwei ehemaligen Bewohnern des Hauses, Beate Busch geb. Danckert und Hans Herbert Schulze gespendet.         | 29. März 2008 | Erna Kessel, Mädchenname Moses, geboren am 2. November 1892 in Berlin. Sie wurde am 9. Dezember 1942 nach Auschwitz deportiert und dort noch im selben Jahr ermordet. | 52.499038 13.29781    |
|                                                    | Felix Kessel                | Hektorstraße 2 Die Stolpersteine wurden von zwei ehemaligen Bewohnern des Hauses, Beate Busch geb. Danckert und Hans Herbert Schulze gespendet.         | 29. März 2008 | Felix Kessel, geboren am 16. August 1885 in Berlin. Am 26. Oktober 1942 wurde er nach Riga deportiert und dort am 28. Oktober 1942 ermordet. | 52.499038 13.29783    |
|                                                    | Steffi Kessel               | Hektorstraße 2 Die Stolpersteine wurden von zwei ehemaligen Bewohnern des Hauses, Beate Busch geb. Danckert und Hans Herbert Schulze gespendet.         | 29. März 2008 | Steffi Kessel, geboren am 2. Januar 1922 in Berlin. Am 9. Dezember 1942 wurde sie nach Auschwitz deportiert und dort noch im selben Jahr ermordet. | 52.499038 13.29782    |
|                                                    | Pal Kiss                    | Kurfürstendamm 108 | 17. Juni 2022 | |                       |
| Stolperstein Hektorstraße 5 Hermann Kiwi           | Hermann Kiwi                | Hektorstraße 5 | 27. Nov. 2012 | Hermann Kiwi, geboren am 22. Februar 1879 in Obornik, wurde am 18. Oktober 1941 mit dem I. Transport nach Litzmannstadt deportiert. Am 8. Mai 1942 wurde er weiter zum Vernichtungslager Kulmhof deportiert und dort ermordet. Das genaue Todesdatum ist unbekannt. | 52.499703 13.297916   |
|                                                    | Grete Betty Königsberger    | Paulsborner Straße 75 | 23. März 2023 | |                       |
|                                                    | Hans Georg Königsberger     | Paulsborner Straße 75 | 23. März 2023 | |                       |
|                                                    | Klaus Wolfgang Königsberger | Paulsborner Straße 75 | 23. März 2023 | |                       |
|                                                    | Max Walter Königsberger     | Paulsborner Straße 75 | 23. März 2023 | |                       |
|                                                    | Charlotte Lilly Koltun      | Markgraf-Albrecht-Straße 4 | 8. Mai 2012   | Geboren am 20. September 1914 in Berlin. Deportiert am 24. August 1943. Ermordet in Auschwitz. Das Todesdatum ist unbekannt. | 52.499607 13.299216   |
|                                                    | Berta Koppel                | Nestorstraße 53 | 7. Okt. 2020  | |                       |
|                                                    | Fritz Fabian Koppel         | Nestorstraße 53 | 7. Okt. 2020  | |                       |
|                                                    | Käte Koppel                 | Nestorstraße 53 | 7. Okt. 2020  | |                       |
|                                                    | Ruth Koppel                 | Nestorstraße 53 | 7. Okt. 2020  | |                       |
|                                                    | Arnold Kron                 | Kronprinzendamm 11 | 13. Okt. 2009 | Arnold Siegfried Kron, geboren am 22. Dezember 1902 in Wongrowitz, seine Ehefrau Rosa Kron und die Kinder Hillel, Joel und Rachel wurden am 3. Februar 1943 nach Auschwitz deportiert. Arnold Kron wurde am 13. Februar 1943, seine Frau und die Kinder vermutlich sofort nach Ankunft des Transports ermordet. | 52.497451 13.283723   |
|                                                    | Hillel Kron                 | Kronprinzendamm 11 | 13. Okt. 2009 | Hillel Kron, geboren am 2. Juli 1939 in Berlin, wurde gemeinsam mit der Familie am 3. Februar 1943 nach Auschwitz deportiert und vermutlich sofort nach Ankunft des Transports ermordet. | 52.497451 13.283724   |
|                                                    | Joel Kron                   | Kronprinzendamm 11 | 13. Okt. 2009 | Joel Kron, geboren am 11. August 1940 in Berlin, wurde gemeinsam mit der Familie am 3. Februar 1943 nach Auschwitz deportiert und vermutlich sofort nach Ankunft des Transports ermordet. | 52.497451 13.283725   |
|                                                    | Rachel Kron                 | Kronprinzendamm 11 | 13. Okt. 2009 | Rachel Kron, geboren am 6. Januar 1942 in Berlin, wurde gemeinsam mit der Familie am 3. Februar 1943 nach Auschwitz deportiert und vermutlich sofort nach Ankunft des Transports ermordet. | 52.497451 13.283726   |
|                                                    | Rosa Kron                   | Kronprinzendamm 11 | 13. Okt. 2009 | Rosa Kron geb. Schönborn, am 16. September 1908 in Berlin, wurde am 3. Februar 1943 nach Auschwitz deportiert. Sie und die Kinder wurden vermutlich sofort nach Ankunft des Transports ermordet. | 52.497451 13.283727   |
|                                                    | Adelheid Kroner             | Kurfürstendamm 146 Die Stolpersteine wurden von der Stolpersteine-Initiative Charlottenburg-Wilmersdorf gespendet.                                      | 8. Mai 2012   | Adelheid Kroner, geborene Simon, geboren am 1. August 1887 in Bromberg, wurde am 3. Oktober 1942 nach Theresienstadt deportiert. Sie überstand diese Zugfahrt nicht oder wurde sofort nach der Ankunft am 4. Oktober 1942 umgebracht. | 52.4981 13.29866      |
|                                                    | Wilhelm Kroner              | Kurfürstendamm 146 | 8. Mai 2012   | Wilhelm Kroner, geboren am 14. August 1870 in Aurich, Vorsitzender des Republikanischen Richterbundes, bis Juni 1933 Oberverwaltungsgerichtsrat am Oberverwaltungsgericht Berlin, wurde auf Grund der Rassegesetze der Nationalsozialisten aus dem Justizdienst entlassen. Am 3. Oktober 1942 wurden Wilhelm und Adelheid Kroner mit dem so genannten 3. Großen Alterstransport in einem mit 1021 Menschen überfüllten Zug zum Ghetto Theresienstadt deportiert. Wilhelm Kroner wurde am 15. Oktober 1942 ermordet. Die drei Kinder Ruth, Ernst und Adelheid Kroner konnten aus Deutschland flüchten und überlebten in der Schweiz. Ein weiterer Stolperstein für Wilhelm Kroner wurde 2016 vor dem ehemaligen Preußischen Oberverwaltungsgericht in der Hardenbergstraße 31 in Charlottenburg verlegt. | 52.4981 13.29865      |
|                                                    | Erna Krueger                | Markgraf-Albrecht-Straße 8 | 8. Mai 2012   | Erna Krüger, Mädchenname Hein, geboren am 12. Juni 1890 in Bielefeld, wurde am 17. November 1941 nach Kowno Fort IX deportiert und am 25. November 1941 ermordet. | 52.500449 13.29903    |
|                                                    | Hans Krueger                | Markgraf-Albrecht-Straße 8 | 8. Mai 2012   | Hans Krüger, geboren am 5. Juli 1921 in Berlin, wurde am 17. November 1941 nach Kowno Fort IX deportiert und am 25. November 1941 ermordet. | 52.500449 13.29904    |
|                                                    | Mary Krueger                | Westfälische Straße 31 gespendet vom Verein der Geschäftsleute Westfälische Straße e. V.                                                                | 6. Mai 2014   | Mary Krüger, geb. Liachowsky, am 11. November 1884 in Königsberg, war seit dem 14. November 1914 mit dem evangelisch getauften Emil Adolf Krüger (geb. am 22. Oktober 1893 in Berlin; gefallen im Ersten Weltkrieg) verheiratet, mit dem sie einen Sohn, Gerhard Krüger (geb. am 12. Oktober 1914) hatte. Mary Krüger war von Beruf Stenotypistin und arbeitete als Bürovorsteherin einer Notariatskanzlei. Bis 1. Januar 1936 wohnte sie mit ihrem Sohn zusammen, der nach Schöneberg zog und am Leben blieb. Am 27. Februar wurde sie in das Sammellager Hamburger Straße verbracht und von dort am 4. März 1943 mit dem 34. Osttransport in das Vernichtungslager Auschwitz deportiert und dort ermordet. | 52.495833 13.2975     |
|                                                    | Franz Kuhn                  | Hektorstraße 20 | 17. Juli 2007 | Franz Kuhn, geboren am 4. April 1896 in Breslau und seine Ehefrau wohnten seit dem 2. September 1939 in der Hektorstraße 20. Sie waren aus Cottbus nach Berlin gekommen. Er wurde am 19. Februar 1943 mit dem „29. Osttransport“ nach Auschwitz deportiert und dort ermordet. Ihre Tochter konnte den Nazis am 19. April 1939 mit einem Kindertransport als Zehnjährige nach England entkommen. Sie hat die Stolpersteine gespendet. | 52.498945 13.297575   |
|                                                    | Hertha Kuhn                 | Hektorstraße 20 | 17. Juli 2007 | Hertha Kuhn geb. Löwenthal, am 1. Oktober 1899 in Magdeburg, und ihr Ehemann wohnten seit dem 2. September 1939 in der Hektorstraße 20. Sie wurde am 14. Dezember 1942 mit dem „25. Osttransport“ nach Auschwitz deportiert und dort ermordet. | 52.498945 13.297576   |
|                                                    | Cecilie Kühnberg            | Kurfürstendamm 100 | 6. Aug. 2011  | Cecilie Kühnberg, geborene Böhm, Jahrgang 1855, wurde am 17. März 1943 nach Theresienstadt deportiert und dort am 26. März 1943 ermordet. | 52.498197 13.296465   |
|                                                    | Felix Kühnberg              | Kurfürstendamm 100 | 6. Aug. 2011  | Felix Kühnberg, geboren am 5. August 1885 in Breslau, wurde am 19. Februar 1943 nach Auschwitz deportiert und dort ermordet. Das Todesdatum ist unbekannt. | 52.498197 13.296466   |
|                                                    | Hedwig Kuttner              | Hektorstraße 5 | 27. Nov. 2012 | Hedwig Kuttner, geb. Brandt, geboren am 7. Mai 1886 in Neustadt an der Warthe, wurde am 13. Juni 1942 mit dem XIV. Transport nach Sobibór deportiert und dort ermordet. Das Todesdatum ist unbekannt. | 52.499703 13.297917   |
|                                                    | Margarete Landsberg         | Markgraf-Albrecht-Straße 8 | 10. Mai 2019  | | 52.500449 13.29903    |
|                                                    | Paul Landsberg              | Markgraf-Albrecht-Straße 8 | 10. Mai 2019  | | 52.500449 13.29904    |
|                                                    | Golda Leibenhaut            | Markgraf-Albrecht-Straße 6 | 8. Mai 2012   | Golda Leibenhaut, geboren am 16. Dezember 1905 in Skole/Stryj/Galizien, wurde am 29. Oktober 1941 nach Litzmannstadt deportiert. Sie wurde am 4. Mai 1942 im Vernichtungslager Kulmhof ermordet. | 52.49997 13.29948     |
|                                                    | Hedwig Leow                 | Joachim-Friedrich-Straße 55 | 9. Apr. 2010  | Hedwig Leow, geboren am 14. November 1889 in Berlin, entzog sich der Deportation am 22. Oktober 1942 durch Suizid. | 52.494291 13.295575   |
| Stolperstein Hektorstraße 5 Guste Leschziner       | Guste Leschziner            | Hektorstraße 5 | 27. Nov. 2012 | Guste Leschziner, geb. Kiwi, geboren am 4. April 1884 in Obornik, wurde am 18. Oktober 1941 mit dem I. Transport nach Litzmannstadt deportiert. Am 7. Mai 1942 wurde sie weiter zum Vernichtungslager Kulmhof deportiert und dort ermordet. Das genaue Todesdatum ist unbekannt. | 52.499703 13.297918   |
|                                                    | Elsbeth Leseritz            | Westfälische Straße 31 gespendet von A. Schmitz (Berlin)                                                                                                | 11. Mai 2010  | Elsbeth Leseritz, geb. Corty, am 25. September 1893 in Berlin, und ihr Ehemann wurden am 2. März 1943 nach Auschwitz deportiert und dort ermordet. | 52.495686 13.297523   |
|                                                    | Rudolf Leseritz             | Westfälische Straße 31 gespendet von A. Schmitz (Berlin)                                                                                                | 11. Mai 2010  | Rudolf Leseritz, geboren am 4. Dezember 1882 in Iserlohn, und seine Ehefrau wurden am 2. März 1943 nach Auschwitz deportiert und ermordet. | 52.495686 13.2975234  |
|                                                    | Emma Levin                  | Schweidnitzer Straße 6 | 15. Apr. 2014 | Emma Levin, geb. Arnfeld, am 18. Juni 1868 in Bad Polzin. Sie war mit Leo Levin verheiratet, mit dem sie ein Wäschegeschäft in Stettin betrieb. Aus der Ehe stammten die Kinder Else und Julo, geboren am 5. September 1901 in Stettin. Mit Beginn der Pogrome in Deutschland zog Emma Levin nach Berlin und lebte zuletzt als Untermieterin bei ihren unverheiratet gebliebenen Cousinen Lucie und Emma Fabian in der Schweidnitzer Straße 6 in Wilmersdorf. Sie wurde am 23. September 1942 mit dem 65. Alterstransport nach Theresienstadt deportiert und dort am 24. Januar 1944 ermordet. | 52.494166 13.297775   |
|                                                    | Julius Levy                 | Seesener Straße 50 Gespendet von einer Initiative von Bewohnern und Freunden des Hauses Seesener Straße 50                                              | 28. Apr. 2015 | Julius Levy wurde am 16. Januar 1892 in Niedermarsberg als Sohn von Michael und Anna Levy geboren. Er lebte in Ludwigshafen und Mannheim und ab 1937 in Berlin. Verheiratet war er mit Käte Levy, mit der er zwei Kinder Marga und Werner hatte. Julius Levy war Geschäftsführer und Mitinhaber der Brandt GmbH in Ludwigshafen, eines Textilkaufhauses mit einigen Filialen in anderen Städten. Die Firma wurde 1936 arisiert und als Klebs KG “Klebs das Textilhaus” weiterbetrieben. Die Familie zog 1937 nach Berlin und lebte dort von ihrem Vermögen. Die Familie spielte offenbar mit dem Gedanken auszuwandern und hielt auch deshalb ihre Tochter an, ein Handwerk zu erlernen. Am Ende gelang es den Levys nur, die damals 15-Jährige Marga noch auf einem der letzten Kindertransporte nach England unterzubringen, was dieser als einzige der Familie das Leben rettete. Julius, Käte und Werner Levy wurden am 24. Februar 1943 in das Sammellager Große Hamburger Straße verbracht und von dort am 26. Februar 1943 mit dem 30. Osttransport in das KZ Auschwitz-Birkenau deportiert und dort ermordet. | 52.493334 13.295278   |
|                                                    | Käte Levy                   | Seesener Straße 50 Gespendet von einer Initiative von Bewohnern und Freunden des Hauses Seesener Straße 50                                              | 28. Apr. 2015 | Käte Levy geb. Brandt, am 8. September 1891 in Landsberg an der Warthe als Tochter von Max und Anna Brandt. Sie war mit Julius Levy, mit dem sie zwei Kinder Marga und Werner hatte. Julius, Käte und Werner Levy wurden am 24. Februar 1943 in das Sammellager Große Hamburger Straße verbracht und von dort am 26. Februar 1943 mit dem 30. Osttransport in das KZ Auschwitz-Birkenau deportiert und dort ermordet. | 52.493335 13.295278   |
|                                                    | Luise Levy                  | Westfälische Straße 62 gespendet von der SPD Halensee                                                                                                   | 6. Mai 2014   | Luise Levy, geb. Lutterkort, am 15. Dezember 1881 in Gerdauen (Ostpreußen), war wohl die Schwester oder die Cousine bzw. die Tante von Jenny Kappel, geb. Lutterkort und deren Tochter Ilse Kappel und ist kurzzeitig bei diesen in ihrem Zimmer in der Westfälischen Straße 62 untergekommen. Ihre Eltern waren der Kaufmann Lewin und Karoline (geb. Markuse) Lutterkort, ihre Geschwister waren nachweislich Julius Lutterkort (geb. am 25. Februar 1884 in Gerdauen, gefallen am 9. April 1916 im Ersten Weltkrieg in Frankreich), Meta Lutterkort (geb. am 29. März 1886 in Gerdauen) und Max Lutterkort (geb. am 15. Juli 1888 in Gerdauen, gestorben am 10. März 1975 in Kalifornien/USA). Luise hatte am 10. April 1912 in Berlin-Charlottenburg den Maler Leopold Levy (geb. am 15. September 1884 in Hannover) geheiratet, diese Ehe wurde am 8. Mai 1931 geschieden. Sie wurde am 28. März 1942 über die Sammelstelle in der Synagoge Levetzowstraße mit dem 11. Osttransport in das Ghetto Piaski deportiert und dort ermordet. | 52.495615 13.296828   |
|                                                    | Recha Levy                  | Markgraf-Albrecht-Straße 6 | 8. Mai 2012   | Recha Levy, geboren am 19. Juni 1880 in Marienburg/Westpreußen, wurde am 1. November 1941 nach Litzmannstadt deportiert und am 8. Mai 1942 im Vernichtungslager Kulmhof ermordet. | 52.500036 13.299208   |
|                                                    | Werner Levy                 | Seesener Straße 50 Gespendet von einer Initiative von Bewohnern und Freunden des Hauses Seesener Straße 50                                              | 28. Apr. 2015 | Werner Levy, geb. am 6. Juli 1926 in Kamen als Sohn von Julius und Käte Levy. Julius, Käte und Werner Levy wurden am 24. Februar 1943 in das Sammellager Große Hamburger Straße verbracht und von dort am 26. Februar 1943 mit dem 30. Osttransport in das KZ Auschwitz-Birkenau deportiert und dort ermordet. | 52.493336 13.295278   |
|                                                    | Anna Lewy                   | Markgraf-Albrecht-Straße 6 | 8. Mai 2012   | Anna Lewy, am 22. April 1864 in Berlin geborene Fraenkel, wurde am 3. Oktober 1942 nach Theresienstadt deportiert und am 16. Oktober 1942 ermordet. | 52.49997 13.29949     |
|                                                    | Arthur Lewy                 | Markgraf-Albrecht-Straße 15 | 8. Mai 2012   | Arthur Lewy, geb. am 22. März 1872 in Posen, wurde am 1. November 1941 nach Litzmannstadt deportiert und am 3. Dezember 1941 ermordet. | 52.499188 13.298816   |
|                                                    | Emma Lewy                   | Kurfürstendamm 92 | 14. Apr. 2015 | Emma Lewy, geb. Mottek am 23. April 1892 in Samter, wurde am 1. März 1943 mit dem 31. Osttransport in das Vernichtungslager Auschwitz deportiert und dort ermordet. | 52.498889 13.300833   |
|                                                    | Marianne Lewy               | Kurfürstendamm 92 | 14. Apr. 2015 | Marianne Lewy, geb. am 30. April 1925 in Berlin, wurde am 19. April 1943 mit dem 37. Osttransport in das Vernichtungslager Auschwitz deportiert und dort ermordet. | 52.498889 13.300834   |
|                                                    | Gertrud Lewy                | Markgraf-Albrecht-Straße 15 | 8. Mai 2012   | Gertrud Lewy, geb. Fränkel, am 1. Juli 1879 in Oppeln, wurde am 1. November 1941 nach Litzmannstadt deportiert und am 3. Dezember 1941 ermordet. | 52.499188 13.298815   |
|                                                    | Ida ‘Ite’Liebenthal         | Hektorstraße 3 | 29. Okt. 2013 | Ida Liebenthal, geb. am 15. Januar 1886 in Berlin, am 27. November 1941 mit dem VII. Transport nach Riga deportiert, wo sie unmittelbar nach ihrer Ankunft am 30. November im Wald von Rumbula ermordet wurde. Ihren Unterhalt verdiente sich Ite Liebenthal als Sekretärin in verschiedenen Firmen und Rechtsanwaltskanzleien. Nach der Emigration ihrer Schwester Erna und ihres Bruders Werner blieb sie vereinsamt in Berlin zurück. Gestiftet von Tom Riebe & Bo Osdrowski vom Literaturverein Poesie schmeckt gut e. V. (Jena). | 52.499235 13.29775    |
|                                                    | Klara Liebmann              | Markgraf-Albrecht-Straße 15 | 8. Mai 2012   | Klara Liebmann, geb. Freibusch, am 19. Juni 1886 in Stettin, wurde am 29. November 1942 deportiert und in Auschwitz ermordet. Das Todesdatum ist unbekannt. | 52.499188 13.298814   |
|                                                    | Ida Lindemann               | Joachim-Friedrich-Straße 13 | 15. Apr. 2014 | Ida Lindemann, geb. am 14. Oktober 1889 in Neuteich (Westpreußen) wohnte laut Volkszählung 1939 in der Joachim-Friedrich-Straße 13, war aber nicht im Adressbuch eingetragen. Sie entzog sich der Deportation am 29. September 1942 durch Suizid, nachdem in ihrer Nachbarschaft mehrere Menschen abgeholt wurden. | 52.496667 13.296112   |
|                                                    | Denny Löwenstein            | Damaschkestraße 25 | 7. Sep. 2022  | |                       |
|                                                    | Frieda Löwenstein           | Hektorstraße 9–10 | 20. Okt. 2009 | Frieda Löwenstein, geb. Ascher, am 3. Februar 1881 in Lautenburg, wurde am 15. August 1942 nach Riga deportiert und dort nach Ankunft am 18. August 1942 ermordet. | 52.500541 13.298004   |
|                                                    | Henriette Hertha Löwenstein | Damaschkestraße 25 | 7. Sep. 2022  | |                       |
|                                                    | Jakob Löwenstein            | Johann-Georg-Straße 20 | 15. Apr. 2014 | Jakob Löwenstein, geboren am 19. Dezember 1875 in Vendersheim, wurde am 18. Oktober 1941 mit dem 1. Transport in das Ghetto Litzmannstadt deportiert und dort am 4. März 1942 ermordet. | 52.496498 13.297915   |
|                                                    | Louise Lilly Löwenstein     | Johann-Georg-Straße 20 | 15. Apr. 2014 | Louise Lilly Löwenstein, geb. Lebrecht, am 29. Januar 1890 in Mainz, wurde zusammen mit ihrem Ehemann am 18. Oktober 1941 mit dem 1. Transport in das Ghetto Litzmannstadt deportiert. Am 8. Mai 1942 wurde sie in das Vernichtungslager Kulmhof weiterdeportiert und dort ermordet. Sie wurde für den 8. Mai 1942 für tot erklärt. | 52.496498 13.297914   |
|                                                    | Erna Loser                  | Hektorstraße 4 | 26. Apr. 2013 | Erna Loser, geb. Meyer, am 4. Januar 1897 in Aachen, wurde am 26. September 1942 mit dem 20. Osttransport nach Raasiku (b. Reval) deportiert und ermordet. | 52.4994 13.297917     |
|                                                    | Manfred Loser               | Hektorstraße 4 | 26. Apr. 2013 | Manfred Loser, geb. am 23. Juni 1921 in Berlin wohnhaft in Havelberg und Berlin. Er wurde am 24. Oktober 1941, mit dem II. Transport nach Litzmannstadt deportiert und am 5. Mai 1942 im Vernichtungslager Kulmhof ermordet. | 52.4995 13.297917     |
|                                                    | Benjamin D. Magnus          | Joachim-Friedrich-Straße 49 | 20. Okt. 2009 | Benjamin D. Magnus, geboren am 20. November 1868 in Lohe, wurde am 14. September 1942 nach Theresienstadt deportiert und dort am 17. November 1942 ermordet. | 52.496429 13.295844   |
|                                                    | Nachle Mandel               | Hektorstraße 16 | 14. Apr. 2015 | Nachle Mandel, geboren am 20. Juli 1868 in Friedersdorf (Brandenburg), wurde am 17. August mit dem 1. großen Alterstransport ins Ghetto Theresienstadt deportiert und dort am 2. September 1942 ermordet. | 52.499701 13.2977113  |
|                                                    | Jenny Manneberg             | Markgraf-Albrecht-Straße 5 | 8. Mai 2012   | Jenny Manneberg, Mädchenname Harris, geboren am 26. Juni 1859 in Strasburg i. Westpreußen. Am 26. Juni 1942 wurde sie nach Theresienstadt deportiert und am 28. Oktober in Auschwitz ermordet. | 52.499818 13.299249   |
|                                                    | Katharina Manneberg         | Markgraf-Albrecht-Straße 5 | 8. Mai 2012   | Katharina Manneberg, geboren am 31. März 1893 in Zittau. Am 26. Juni 1942 wurde sie nach Theresienstadt deportiert und am 28. Oktober in Auschwitz ermordet. | 52.499819 13.299249   |
|                                                    | Anna Marcus                 | Hektorstraße 20 Der Stolperstein wurde von der Hausgemeinschaft gespendet.                                                                              | 20. Okt. 2009 | Anna Marcus, geb. Nathan, am 3. März 1891 in Berlin, wurde an ihrem 52. Geburtstag, am 3. März 1943 nach Auschwitz deportiert und dort ermordet. | 52.498945 13.297577   |
|                                                    | Berta Marcus                | Hektorstraße 16 | 14. Apr. 2015 | Berta Marcus, geboren am 7. November 1894 in Berlin, wurde am 28. März 1942 mit dem XI. Transport ins Ghetto Piaski deportiert, von dem aus regelmäßige Transporte in das Vernichtungslager Belzec erfolgten. Über Verbleib und Todesdatum ist nichts bekannt. | 52.499701 13.2977114  |
|                                                    | Erna Marcus                 | Hektorstraße 16 | 14. Apr. 2015 | Erna Marcus, geboren am 21. April 1892 in Berlin, wurde am 28. März 1942 mit dem XI. Transport ins Ghetto Piaski deportiert, von dem aus regelmäßige Transporte in das Vernichtungslager Belzec erfolgten. Über Verbleib und Todesdatum ist nichts bekannt. | 52.499701 13.2977115  |
|                                                    | Max Marcus                  | Hektorstraße 20 Der Stolperstein wurde von der Hausgemeinschaft gespendet.                                                                              | 20. Okt. 2009 | Max Marcus, geboren am 25. Juli 1881 in Lüneburg, wurde am 1. März 1943 nach Auschwitz deportiert und dort ermordet. | 52.498944 13.297572   |
|                                                    | Gertrud Markus              | Westfälische Straße 70 Der Stolperstein wurde von der Deutschen Rentenversicherung Bund gespendet.                                                      | 21. Sep. 2013 | Gertrud Markus, geb. Rosenthal, am 8. März 1908 in Magdeburg. Sie wurde am 12. März 1943 mit dem 36. Osttransport nach Auschwitz deportiert und dort ermordet. Das Todesdatum ist unbekannt. Gespendet, ebenso wie die an der Westfälischen Straße 82 und 85, von der Deutschen Rentenversicherung Bund. | 52.495077 13.299279   |
|                                                    | Hannelore Mayer             | Westfälische Straße 70 | 6. Mai 2014   | Hannelore Mayer, geb. am 8. Januar 1937 in Berlin, wurde mit ihrer Mutter Hedwig und Herbert Mayer am 4. März 1943, mit dem 34. Osttransport in das Vernichtungslager Auschwitz dortiert und dort ermordet. | 52.495077 13.299278   |
|                                                    | Hedwig Mayer                | Westfälische Straße 70 | 6. Mai 2014   | Hedwig Mayer, geb. Bilski, am 30. Oktober 1910 in Wriezen, wurde mit ihrer Tochter Hannelore und ihrem Ehemann Herbert Mayer am 4. März 1943 mit dem 34. Osttransport in das Vernichtungslager Auschwitz dortiert und dort ermordet. | 52.495077 13.299277   |
|                                                    | Herbert Mayer               | Westfälische Straße 70 | 6. Mai 2014   | Herbert Mayer, geb. am 11. März 1904 in Argenau (Posen), wurde mit seiner Tochter Hannelore und seiner Ehefrau Hedwig Mayer am 4. März 1943 mit dem 34. Osttransport in das Vernichtungslager Auschwitz dortiert und dort ermordet. | 52.495077 13.299276   |
|                                                    | Elsbeth Meirowsky           | Seesener Straße 18 | 24. Juli 2012 | Elisabeth Meirowsky, geborene Maretzki, geboren am 29. April 1884 in Neidenburg in Ostpreußen. Am 2. April 1942 ins Warschauer Ghetto deportiert und dort ermordet. Mutter von Karl Meirowsky. | 52.493978 13.294868   |
|                                                    | Rose Meirowsky              | Seesener Straße 18 | 24. Juli 2012 | Rose Meirowsky, geboren am 24. August 1924 in Berlin. Am 2. April 1942 nach Trawniki (Lublin) deportiert und dort im Alter von 17 Jahren ermordet. Schwester von Karl Meirowsky. | 52.493978 13.294869   |
|                                                    | Betty Mendelsohn            | Seesener Straße 50 Gespendet von einer Initiative von Bewohnern und Freunden des Hauses Seesener Straße 50                                              | 28. Apr. 2015 | geborene Mosessohn, am 5. August 1888 in Karlsbad, war die Witwe des Kaufmanns Elias Mendelsohn. Verheiratet am 21. Mai 1916, war es für „Ely“ Mendelsohn die zweite Ehe. Seit Dezember 1934 lebten sie in der Seesener Straße 50. Elias starb am 15. November 1935 im Jüdischen Krankenhaus. Sie wurde am 29. Januar 1943 mit dem 27. Osttransport nach Auschwitz deportiert und dort ermordet. | 52.493334 13.295278   |
|                                                    | Friedrich Meyer             | Johann-Georg-Straße 3 | 14. Apr. 2015 | Geboren am 17. September 1892 in Osnabrück. Er wurde am 26. Januar 1943 zusammen mit seiner Ehefrau Martha Meyer mit dem 82. Alterstransport nach Theresienstadt deportiert. Als letzter Wohnort ist Charlottenburg, Sybelstraße 62 angegeben. Am 16. Oktober 1944 wurde er in das Vernichtungslager Auschwitz weiterdeportiert und dort ermordet. | 52.496111 13.298889   |
|                                                    | Martha Meyer                | Johann-Georg-Straße 3 | 14. Apr. 2015 | Geboren am 6. Oktober 1893 in Levern, Mädchenname Hurwitz. Sie wurde am 26. Januar 1943 zusammen mit ihrem Ehemann Friedrich Meyer mit dem 82. Alterstransport nach Theresienstadt deportiert. Als letzter Wohnort ist Charlottenburg, Sybelstraße 62 angegeben. Am 16. Oktober 1944 wurde sie in das Vernichtungslager Auschwitz weiterdeportiert und dort ermordet. | 52.496111 13.298888   |
|                                                    | Martha Meyer                | Markgraf-Albrecht-Straße 4 | 8. Mai 2012   | Geboren am 2. April 1888 in Berlin. Wählte gedemütigt und entrechtet am 11. September 1942 den Suizid. | 52.499608 13.299216   |
|                                                    | Liesbeth Meyerowitz         | Hektorstraße 3 | 10. Okt. 2017 | | 52.499234 13.29775    |
|                                                    | Johanna Meyerstein          | Hektorstraße 15 | 7. Apr. 2016  | | 52.5 13.297779        |
|                                                    | Hans Michaelis              | Joachim-Friedrich-Straße 43A | 12. Mai 2006  | Hans Michaelis, geboren am 11. Dezember 1875 in Berlin, Jurist, wählte am 12. August 1942 den Suizid, um der Deportation zu entgehen. | 52.498174 13.296057   |
|                                                    | Hertha Misch                | Markgraf-Albrecht-Straße 3 | 8. Mai 2012   | Hertha Misch, geb. am 21. März 1905 in Posen. Am 3. Februar 1943 mit dem 28. Osttransport nach Auschwitz deportiert und dort ermordet. Das Todesdatum ist unbekannt. | 52.499419 13.299187   |
|                                                    | Adolf Moses                 | Storkwinkel 8 Gespendet von Annegret Hansen | 15. Apr. 2014 | Adolf Moses, geb. am 12. Februar 1887 in Berlin, war mit Antoinette Moses verheiratet und hatten den gemeinsamen Sohn Manfred Siegfried Moses. Er wurde am 27. Februar 1943 im Rahmen der Fabrikaktion verhaftet und in die Sammelstelle Große Hamburger Straße gebracht. Am 3. März 1943 wurde er mit dem 33. Osttransport vom Güterbahnhof Moabit nach Auschwitz deportiert und dort ermordet. Das Todesdatum ist unbekannt. | 52.495 13.287222      |
|                                                    | Antoinette Moses            | Storkwinkel 8 Gespendet von Annegret Hansen | 15. Apr. 2014 | Antoinette Moses, geb. Rabinovici, am 3. März 1900 in Jassy (Rumänien), war mit Adolf Moses verheiratet und hatten den gemeinsamen Sohn Manfred Siegfried Moses. Sie war von Beruf Kindergärtnerin. Im Grundbuch des Hauses war seit 1927 für sie ein Nießbrauchrecht zu 1/3 am Ertrag des Grundstückes eingetragen. Eigentümer des Hauses war die Hausgemeinschaft Emma Hefter Erben. Die jüdischen Miteigentümer der Hausgemeinschaft, Philipp Hefter und Albert Hefter, lebten in Kempen in Holland und in Bukarest in Rumänien. Am 29. Juni 1943 wurde sie gemeinsam mit ihrem Sohn vom Sammellager Große Hamburgische Straße zum Anhalter Bahnhof gebracht und mit dem 92. Alterstransport in das Ghetto Theresienstadt deportiert. Am 18. Mai 1944 wurde sie in das Vernichtungslager Auschwitz weiterdeportiert und dort ermordet. | 52.4951 13.287222     |
|                                                    | Heinrich Moses              | Westfälische Straße 31 | 6. Mai 2014   | Heinrich Moses, geb. am 20. Januar 1892 in Berlin, war mit Susi Moses verheiratet. Das Ehepaar hatte drei Kinder: Alexander (Horst), (7. Juli 1917), Werner (Avner) (14. März 1919), und Ruth (31. Januar 1922). Die beiden Söhne wanderten noch als Minderjährige Mitte 1934 nach Palästina aus. Die Tochter Ruth verließ Deutschland im September 1938. Nach einer Ausbildung in der Konfektionsbranche diente er von 1912 bis 1917 bei einem Infanterieregiment in Lötzen (Ostpreußen). In Gumbinnen (Ostpreußen) betrieb er ein Warenhaus, das 1934 „arisiert“ wurde. Danach siedelte er nach Berlin über. Ab Juli 1941 war er im Zuchthaus Brandenburg-Görden inhaftiert und nach Verbüßung der Haft über das das Polizeigefängnis am Alexanderplatz in das Sammellager Große Hamburger Straße gebracht, wo er seine Frau wiedertraf. Er wurde mit dem XVI. Transport am 23. Juni 1942 wahrscheinlich nach Minsk deportiert und im Vernichtungslager Maly Trostinez kurz nach Ankunft ermordet. | 52.495836 13.2975     |
|                                                    | Susi Moses                  | Westfälische Straße 31 | 6. Mai 2014   | Susi Moses, geb. Kaulbars, am 18. Januar 1896 in Mierunsken (Ostpreußen), war die Tochter von Luis und Rachel Kaulbars. Sie war mit Heinrich Moses verheiratet und hatten drei Kinder: Alexander (Horst), (7. Juli 1917), Werner (Avner) (14. März 1919), und Ruth (31. Januar 1922). Ihre beiden Söhne wanderten noch als Minderjährige Mitte 1934 nach Palästina aus. Ihre Tochter Ruth verließ Deutschland im September 1938. Sie arbeitete bis zu ihrer Deportation nach Osten als zwangsverpflichtete Fabrikarbeiterin im Kabelwerk Wilhelminenhof in Schöneweide. Im Juni 1942 wurde sie in das Sammellager Große Hamburger Straße gebracht und mit dem XVI. Transport am 23. Juni 1942 wahrscheinlich nach Minsk deportiert und im Vernichtungslager Maly Trostinez kurz nach Ankunft ermordet worden. | 52.495835 13.2975     |
|                                                    | Manfred Siegfried Moses     | Storkwinkel 8 Gespendet von Annegret Hansen | 15. Apr. 2014 | Manfred Siegfried Moses, geb. am 8. April 1929 in Berlin, war das einzige Kind der Eheleute Moses. Am 29. Juni 1943 wurde er gemeinsam mit seiner Mutter vom Sammellager Große Hamburger Straße zum Anhalter Bahnhof gebracht und mit dem 92. Alterstransport in das Ghetto Theresienstadt deportiert. Am 18. Mai 1944 wurde er in das Vernichtungslager Auschwitz weiterdeportiert und dort ermordet. | 52.4952 13.287222     |
|                                                    | Wilfriede Neumann           | Hektorstraße 15 | 7. Apr. 2016  | | 52.5 13.297776        |
|                                                    | Ernst Jakob Neustadt        | Westfälische Straße 31 | 15. Feb. 2014 | Ernst Jakob Neustadt, geb. am 12. Juni 1899 in Berlin. Er war bis zum 8. Februar 1939 im KZ Sachsenhausen inhaftiert. Er wurde am 29. Oktober 1941 mit dem III. Transport in das Ghetto Litzmannstadt deportiert und am 16. April 1942 in Posen, Zwangsarbeitslager ermordet. | 52.495834 13.2975     |
|                                                    | Gertrud Noack               | Kurfürstendamm 114 | 11. Dez. 2007 | Gertrud Noack, geb. Steinberg, am 16. September 1886 in Berlin, wurde mit ihrem Ehemann am 1. November 1941 nach Litzmannstadt deportiert. Beide sind dort am 28. Juni 1942 gestorben. Ein gemeinsamer Suizid ist zu vermuten. | 52.497386 13.291243   |
|                                                    | Ludwig Noack                | Kurfürstendamm 114 | 11. Dez. 2007 | Ludwig Noack, geboren am 24. Januar 1885 in Berlin und seine Ehefrau, wurden am 1. November 1941 nach Litzmannstadt deportiert. Beide sind dort am 28. Juni 1942 gestorben. Ein gemeinsamer Suizid ist zu vermuten. | 52.497386 13.291242   |
|                                                    | Nathan Oberzimmer           | Hektorstraße 15 | 7. Apr. 2016  | | 52.5 13.297775        |
|                                                    | Franz Oliven                | Hektorstraße 20 Der Stolperstein wurde von der Hausgemeinschaft gespendet.                                                                              | 20. Okt. 2009 | Franz Oliven, geboren am 1. Dezember 1897 in Berlin, wurde am 4. März 1943 nach Auschwitz deportiert und dort ermordet. | 52.498946 13.297572   |
|                                                    | Ida Oliven                  | Hektorstraße 20 Der Stolperstein wurde von der Hausgemeinschaft gespendet.                                                                              | 20. Okt. 2009 | Ida Oliven, geb. Danziger, am 17. September 1868 in Auras, wurde am 3. Oktober 1942 nach Theresienstadt deportiert und dort am 24. November 1943 ermordet. | 52.498947 13.297572   |
|                                                    | Balbina Oppenheim           | Hektorstraße 9–10 | 20. Okt. 2009 | Balbina Bianka Oppenheim, geboren am 13. November 1871 in Posen, wurde am 1. November 1941 nach Litzmannstadt deportiert und am 25. Februar 1942 ermordet. | 52.500541 13.298005   |
|                                                    | Selma Oppenheim             | Hektorstraße 20 Der Stolperstein wurde von der Hausgemeinschaft gespendet.                                                                              | 20. Okt. 2009 | Selma Oppenheim, geb. Baron, am 21. September 1874 in Grätz, wurde am 14. August 1942 nach Theresienstadt deportiert und von dort am 26. September 1942 nach Vernichtungslager Treblinka verschleppt und ermordet. | 52.498948 13.297572   |
|                                                    | Charlotte Orbach            | Hektorstraße 16 | 14. Apr. 2015 | Charlotte Orbach, geb. Mandel, am 23. Juni 1897 in Königs Wusterhausen. Sie wurde am 3. März 1943 mit dem 33. Osttransport nach Auschwitz deportiert und dort ermordet. Das Todesdatum ist unbekannt. | 52.4997011 13.2977115 |
|                                                    | Rita Orbach                 | Hektorstraße 16 | 14. Apr. 2015 | Rita Orbach, geb. am 23. Juni 1897 in Berlin. Sie wurde am 3. März 1943 mit dem 33. Osttransport nach Auschwitz deportiert und dort ermordet. Das Todesdatum ist unbekannt. | 52.499701 13.2977116  |
|                                                    | Hugo Panofsky               | Westfälische Straße 62 | 6. Mai 2014   | Hugo Panofsky, geb. am 10. Juli 1860 in Gleiwitz (Schlesien) war Sohn des jüdischen Kaufmanns Kurt Panofsky. Er wuchs in Berlin auf und besuchte bis 1879 das Joachimsthalsche Gymnasium. Er studierte Latein, Griechisch, Geschichte und Geographie an der Friedrich-Wilhelms-Universität, wo er 1885 zum Dr. phil. promoviert wurde. Im Lauf der Jahre 1886/87 absolvierte er seine Probezeit am Friedrichs-Gymnasium Berlin und war Assessor an verschiedenen Schulen: am Friedrichs-, am Köllnischen und am Lessing-Gymnasium. Am 20. August 1942 wurde er mit dem 46. Alterstransport in das Ghetto Theresienstadt deportiert, wo er am 18. Dezember 1942 82-jährig ermordet wurde. | 52.495615 13.296829   |
|                                                    | Jenny Pelz                  | Johann-Georg-Straße 12 Der Stolperstein wurde von Barbara Bütow (Berlin) gespendet.                                                                     | 15. Apr. 2014 | Jenny Pelz, geb. Grünberg, wurde am 15. Juni 1874 in Schönlanke (Trzcianka) geboren. Ihr erster Ehemann namens Schlesinger, der Vater ihrer beiden Töchter Ruth und Erna, starb 1904 im Alter von 36 Jahren. 1908 heiratete sie Adolf Pelz und lebte bis zu seinem Tod 1935 mit ihm. Ihre Tochter Ruth übersiedelte 1933 mit ihrem Ehemann und Sohn nach Palästina und Jenny Pelz besuchte sie 1936 dort. Trotz Bitten und Warnungen fuhr sie zurück nach Berlin. Sie wurde am 17. März 1943 mit dem 4. großen Alterstransport nach Theresienstadt deportiert. Am 16. Mai 1944 weiter ins Vernichtungslager Auschwitz deportiert und dort ermordet. | 52.4975 13.296944     |
|                                                    | Martha Pincus               | Ringbahnstraße 5 | 2. Apr. 2013  | Martha Pincus geb. Philipp, am 20. September 1862 in Filehne, wurde am 21. August 1942 mit dem 45. Alterstransport nach Theresienstadt deportiert und am 28. September 1942 ermordet. | 52.498325 13.289042   |
|                                                    | Georg Pinkus                | Joachim-Friedrich-Straße 20 | 1. Okt. 2010  | Georg Pinkus wurde am 26. Juni 1905 in Linde geboren, am 2. März 1943 nach Auschwitz deportiert und dort am 22. April 1943 ermordet. | 52.499327 13.296575   |
|                                                    | Gertrud Pohl                | Westfälische Straße 59 | 6. Mai 2014   | Gertrud Pohl, geb. am 21. März 1887 in Berlin, wurde am 12. März 1943 mit dem 36. Osttransport in das Vernichtungslager Auschwitz deportiert und dort ermordet. Das Todesdatum ist unbekannt. | 52.495959 13.295271   |
|                                                    | Toni Pohl                   | Westfälische Straße 59 | 6. Mai 2014   | Toni Pohl, geb. Fraenkel, am 10. März 1886 in Vesolky (Posen), wurde am 12. März 1943 mit dem 36. Osttransport in das Vernichtungslager Auschwitz deportiert und dort ermordet. Das Todesdatum ist unbekannt. | 52.495959 13.295272   |
|                                                    | Eugen Raven-Rosen-Baum      | Westfälische Straße 31 | 11. Apr. 2024 | |                       |
|                                                    | Hans Rewald                 | Joachim-Friedrich-Straße 20 | 1. Okt. 2010  | Hans Rewald wurde am 1. Oktober 1886 in Berlin geboren. Er wurde am 17. März 1943 nach Theresienstadt und von da am 6. Oktober 1944 weiter nach Auschwitz deportiert und ermordet. | 52.499327 13.296576   |
|                                                    | Heinrich Romann             | Hektorstraße 16 | 14. Apr. 2015 | Heinrich Romann, geboren am 12. März 1877 in Kobylin wurde am 28. März 1942 mit dem XI. Transport ins Ghetto Piaski deportiert, von dem aus regelmäßige Transporte in das Vernichtungslager Belzec erfolgten. Über Verbleib und Todesdatum ist nichts bekannt. | 52.499701 13.2977117  |
|                                                    | Sophie Roschanski           | Seesener Straße 50 Gespendet von einer Initiative von Bewohnern und Freunden des Hauses Seesener Straße 50                                              | 28. Apr. 2015 | Sophie Roschanski, geb. Brandler, am 20. November 1885 in Warschau, war die Tochter von Samson und Rosa Brandler, geb. Korner. Sie studierte am Seminar und war staatlich geprüfte Sprachlehrerin. In Warschau hat sie David Roschanski geheiratet. Sophie Roschanski war Witwe und im Berliner Melderegister der Volkszählung vom 17. Mai 1939 in der Seesener Straße 50 als „staatenlos“ eingetragen. Sie beging am 25. Januar 1942 Selbstmord. | 52.493335 13.295278   |
|                                                    | Alice Rosenbaum             | Hektorstraße 18 | 8. Juni 2009  | Alice Amalie Rosenbaum, geboren am 15. Oktober 1887 in Stettin, am 3. März 1943 nach Auschwitz deportiert und dort ermordet. Das Todesdatum ist unbekannt. | 52.499749 13.297667   |
|                                                    | Ella Rosenbaum              | Westfälische Straße 41 gespendet vom Verein der Geschäftsleute Westfälische Straße e. V.                                                                | 6. Mai 2014   | Ella Rosenbaum, geb. Lewin am 20. März 1873 in Berlin, war mit dem Polizeibauinspektor Egon Rosenbaum verheiratet, der am 5. Januar 1940 starb. Sie war Miterbin der 1901 gegründeten Leder- und Schuhfirma Lewin & Glück an der Klosterstraße 10/11, die 1938 zunächst arisiert und 1939 liquidiert wurde. Der letzte – vermutlich erzwungene – Wohnort von Ella Rosenbaum war die Wallner-Theater-Straße 7 in Berlin-Mitte. Dort nahm sie sich aus Verzweiflung am 1. August 1942 das Leben. | 52.496389 13.294167   |
|                                                    | Gerhard M. Rosenbaum        | Hektorstraße 18 | 8. Juni 2009  | Gerhard Meyer Rosenbaum, geboren am 8. August 1899 in Berlin, wurde am 3. März 1943 nach Auschwitz deportiert und dort am 3. Mai 1943 ermordet. | 52.499748 13.297665   |
|                                                    | Martin Rosenstein           | Joachim-Friedrich-Straße 42 | 8. Mai 2012   | Martin Rosenstein, geboren am 27. Juni 1899 in Berlin. Am 14. Januar 1943 nach Theresienstadt deportiert. Am 23. Januar 1943 in Auschwitz ermordet. | 52.498906 13.296214   |
|                                                    | Selma Rosenstein            | Joachim-Friedrich-Straße 42 | 8. Mai 2012   | Selma Rosenstein, geboren am 4. Mai 1893 in Berlin. Am 5. September 1942 nach Riga deportiert und dort am 8. September 1942 ermordet. | 52.498906 13.296215   |
|                                                    | Henriette Rosenthal         | Markgraf-Albrecht-Straße 15 | 8. Mai 2012   | Henriette Rosenthal, geb. Traube, am 1. März 1869 in Obersitzko, wurde am 21. Juli 1942 nach Theresienstadt deportiert und am 21. September 1942 im Vernichtungslager Treblinka ermordet. | 52.499188 13.298813   |
|                                                    | Eveline Rothenstein         | Hektorstraße 9–10 | 20. Okt. 2009 | Eveline Rothenstein geb. Cohn, am 14. Dezember 1861 in Krotoschin, wurde am 20. Juli 1942 nach Theresienstadt deportiert und dort am 3. Februar 1943 ermordet. | 52.500541 13.298007   |
|                                                    | Erna Maria Ruben            | Joachim-Friedrich-Straße 20 | 8. Nov. 2021  | |                       |
|                                                    | Louis Ruben                 | Joachim-Friedrich-Straße 20 | 1. Okt. 2010  | Louis Ruben wurde am 27. Mai 1881 in Birnbaum geboren und wurde am 27. November 1941 nach Riga deportiert und dort nach Ankunft am 30. November 1941 ermordet. | 52.499327 13.296577   |
|                                                    | Marie Rubens                | Schweidnitzer Straße 10 (Ecke Paulsborner Straße) | 13. Mai 2011  | Marie Rubens geb. am 1. Februar 1875 in Croydon/London als Tochter von Philipp Hirschfeld und seiner Frau Elisabeth Borchardt. Sie war die Ehefrau des Physikers Heinrich Rubens. Marie Rubens nahm sich vereinsamt, isoliert und entrechtet am 20. September 1941 das Leben, um der Deportation zu entgehen. Sie wurde neben ihrem Mann Heinrich Rubens, der ein Ehrengrab der Stadt Berlin auf dem Alten St. Matthäus-Kirchhof an der Großgörschenstraße in Schöneberg hat, beigesetzt. | 52.494306 13.29781    |
|                                                    | Leopold Ruhr                | Johann-Georg-Straße 15 | 9. Apr. 2010  | Leopold Ruhr, geboren 15. Mai 1874 in Aschaffenburg. Am 4. März 1943 nach Auschwitz deportiert und dort ermordet. | 52.497267 13.296949   |
|                                                    | Kathi Ruhr-Meyer            | Johann-Georg-Straße 15 | 9. Apr. 2010  | Kathi Ruhr-Meyer, geborene Sachs, geboren 13. Mai 1886 in Berlin. Am 1. März 1943 nach Auschwitz deportiert und dort ermordet. | 52.497267 13.296948   |
|                                                    | Bernhard Ruthenburg         | Westfälische Straße 42 | 6. Mai 2014   | Bernhard Ruthenburg, geb. am 24. Dezember 1883 in Gütersloh, war mit Marie Ruthenberg verheiratet. Nach der Einlieferung in das Sammellager Große Hamburger Straße wurde er am 29. Januar 1943 mit dem 27. Osttransport gemeinsam mit seiner Ehefrau und deren Bruder Adolf Deiler in das Vernichtungslager Auschwitz deportiert und dort ermordet. | 52.496569 13.293497   |
|                                                    | Marie Ruthenburg            | Westfälische Straße 42 | 6. Mai 2014   | Marie Ruthenburg, geb. Deiler, am 17. September 1884 in Frankfurt am Main. Sie war mit Bernhard Ruthenberg verheiratet. Nach der Einlieferung in das Sammellager Große Hamburger Straße wurde sie am 29. Januar 1943 mit dem 27. Osttransport gemeinsam mit ihrem Ehemann und ihrem Bruder Adolf Deiler in das Vernichtungslager Auschwitz deportiert und dort ermordet. | 52.496568 13.293497   |
| Stolperstein Hektorstraße 5 Fritz Saalmann         | Fritz Saalmann              | Hektorstraße 5 | 27. Nov. 2012 | Fritz Saalmann, geboren am 9. Februar 1885 in Bernburg (Saale), wurde am 5. September 1942 mit dem 19. Osttransport nach Riga deportiert und dort nach Ankunft am 8. September 1942 ermordet. | 52.499705 13.297915   |
|                                                    | Arthur Saenger              | Johann-Georg-Straße 23 | 23. Okt. 2019 | | 52.496057 13.298389   |
|                                                    | Amalie Salinger             | Westfälische Straße 37 | 6. Mai 2014   | Amalie Salinger, geb. Mucha, am 18. September 1882 in Posen, wurde am 26. Oktober 1942 mit dem 22. Osttransport nach Riga und dort bei Ankunft am 29. Oktober 1942 ermordet. | 52.496111 13.295278   |
|                                                    | Hermann Salinger            | Seesener Straße 14 Gespendet von Wolfgang Schuller (Wertheim am Main), dem Enkel von Minna Salinger und Neffen von Hermann Salinger.                    | 14. Nov. 2015 | Hermann Wolfgang Ludwig Salinger wurde am 3. April 1903 in Berlin-Charlottenburg als Sohn von Hugo und Minna Salinger geboren. Nach 1921/22 nahm Hermann Salinger ein Studium in Göttingen und Köln auf und wurde Vertreter für Versicherungen bei Agrippina. Parallel dazu machte er eine Ausbildung in Geige und Bratsche bei Felix Berber (1871–1930), Professor an der Akademie in München. Nach 1926 war er nur noch musikalisch als Kapellmeister und Lehrer tätig. Am 1. August 1939 emigrierte er nach Brüssel und lebte nach der Besetzung Belgiens im Verborgenen. Am 28. August 1942 wurde er über das Sammellager Drancy in das Vernichtungslager Auschwitz deportiert und dort ermordet. | 52.49255 13.296667    |
|                                                    | Minna Blume Salinger        | Seesener Straße 14 Gespendet von Wolfgang Schuller (Wertheim am Main), dem Enkel von Minna Salinger und Neffen von Hermann Salinger.                    | 14. Nov. 2015 | Minna Blume Salinger, geb. Friedlaender wurde am 14. November 1868 in Lötzen als Tochter von Hermann Friedlaender und Henriette, geb. Herzberg, geboren. Sie war mit Hugo Salinger verheiratet und hatten drei gemeinsame Kinder. Sie lebte in Arnstadt und München. Nach dem Tod ihres Ehemannes zog sie 1937 nach Halensee. Am 11. September 1942 wurde Minna Salinger von der Windscheidstraße 37 mit dem 62. Alterstransport in das Ghetto Theresienstadt deportiert, wo sie am 19. März 1943 an den Haftbedingungen verstarb. | 52.49255 13.296667    |
|                                                    | David Salomon               | Westfälische Straße 63 | 6. Mai 2014   | David Salomon, geb. am 30. November 1866 in Nakel (Kreis Wirsitz in der Provinz Posen). Er war in zweiter Ehe mit Martha Salomon, geb. Thermann, geb. am 10. Januar 1885 in Dessau verheiratet. Er betrieb in der Westfälischen Straße 63 ein Antiquariat und Autographenhandlung. Er wurde an einem unbekannten Datum in das Vernichtungslager Auschwitz deportiert und dort ermordet. Eine nachträglich ausgefertigte Sterbeurkunde des Sonderstandesamtes Arolsen vom 30. Januar 1992 nennt als Todesdatum den 18. Februar 1943. | 52.495535 13.297215   |
|                                                    | Ida Salomon                 | Hektorstraße 9–10 | 20. Okt. 2009 | Ida Salomon, geb. Simon, am 30. Oktober 1857 in Berlin, wurde am 7. Juli 1942 nach Theresienstadt deportiert und dort am 24. Oktober 1942, fast 85-jährig, ermordet. | 52.500541 13.298008   |
|                                                    | Hedwig Saul                 | Paulsborner Straße 19 | 24. Sep. 2008 | Hedwig Saul, geborene Nassau, am 15. Dezember 1885 in Essen entzog sich der Deportation am 17. Januar 1942 durch Suizid. | 52.49394 13.298789    |
|                                                    | Lotti Sborowitz             | Markgraf-Albrecht-Straße 15 | 8. Mai 2012   | Lotti Sborowitz, geb. am 16. Januar 1897 in Stettin, war die Tochter von Siegmund und Paula Sborowitz. Sie wurde am 2. April deportiert und im Warschauer Ghetto ermordet. | 52.499188 13.298812   |
|                                                    | Paula Sborowitz             | Markgraf-Albrecht-Straße 15 | 8. Mai 2012   | Paula Sborowitz, geb. Simin, am 11. August 1865 in Krone a.d. Brahe, wurde am 2. April deportiert und im Warschauer Ghetto ermordet. | 52.499188 13.298811   |
|                                                    | Siegmund Sborowitz          | Markgraf-Albrecht-Straße 15 | 8. Mai 2012   | Siegmund Sborowitz, geb. am 24. Juni 1873 in Brünn, Erfinder, wurde am 2. April deportiert und im Warschauer Ghetto ermordet. | 52.499188 13.29881    |
|                                                    | Richard Joseph Schaefer     | Westfälische Straße 30 | 6. Mai 2014   | Richard Joseph Schaefer, geboren am 4. November 1890 in Strasburg in Westpreußen, als Kind des Amtsgerichtsrats Isaac Schaefer und Paula Schaefer. Richard Schaefer arbeitete bis zu seinem Berufsverbot 1933 zunächst als Rechtsanwalt und Notar in einer der größten und erfolgreichsten Anwaltspraxen Stettins. Nach dem Berufsverbot zog er im Alter von 43 Jahren nach Berlin und arbeitete gegen ein geringes Gehalt als Schulreferent bei der Berliner Jüdischen Gemeinde. In Berlin heiratete er Ilse Schaefer, verw. Sternberg, geb. Hesse, geboren am 14. April 1903 in Berlin. Sie hatten zwei Kinder: Judis Schaefer, geboren am 26. Dezember 1940 in Berlin und Abel Schaefer, geboren am 6. Juli 1942 in Berlin. Er wurde am 12. März 1943 mit seiner Frau und den beiden Kindern (neun Monate und zwei Jahre) mit dem 36. Osttransport nach Auschwitz deportiert. Frau und Kinder wurden einige Tage später im KZ Auschwitz-Birkenau ermordet. Richard Schaefer wurde noch im Juli 1944 in Auschwitz gesehen. Nachdem er den Strapazen der körperlichen Arbeit nicht mehr gewachsen war, wurde er dort ermordet. | 52.495556 13.297778   |
|                                                    | Ludwig Schopflocher         | Hektorstraße 16 | 14. Apr. 2015 | Ludwig Schopflocher, geboren am 6. März 1870 in Fürth, wurde am 24. Juli 1942 mit dem 29. Alterstransport in das Ghetto Theresienstadt deportiert und dort am 30. Januar 1943 ermordet. | 52.499701 13.2977118  |
|                                                    | Karl Schreiber              | Westfälische Straße 70 | 6. Mai 2014   | Karl Schreiber, geb. am 1. September 1881 in Wien, wurde mit seiner Frau Olga Schreiber am 18. Oktober 1941 mit dem I. Osttransport in das Ghetto Litzmannstadt deportiert und von dort im September 1942 in das Vernichtungslager Kulmhof, wo er ermordet wurde. | 52.495077 13.299275   |
|                                                    | Olga Schreiber              | Westfälische Straße 70 | 6. Mai 2014   | Olga Schreiber, geb. Kumermann, am 6. Juli 1884 in Kamenitz (Böhmen), wurde mit ihrem Ehemann Karl Schreiber am 18. Oktober 1941 mit dem I. Osttransport in das Ghetto Litzmannstadt deportiert und von dort im September 1942 in das Vernichtungslager Kulmhof, wo sie ermordet wurde. | 52.495077 13.299274   |
|                                                    | Joachim Schwersenski        | Westfälische Straße 62 gespendet von der SPD Halensee                                                                                                   | 6. Mai 2014   | Joachim Schwersenski, geb. am 19. Oktober 1909 in Berlin, lebte mit seiner Mutter Johanna Schwersenski in der Parterrewohnung in der Westfälischen Straße 62. Er war von Beruf Kaufmann, verdingte sich aber als Stammordner im Sammellager an der Großen Hamburger Straße 26. Er wurde am 1. Juli 1943 zusammen mit seiner Mutter mit dem 94. Alterstransport in das Ghetto Theresienstadt deportiert. Am 29. September 1944 wurde er in das Vernichtungslager Auschwitz weiterdeportiert, wo er am 19. Dezember 1944 ermordet wurde. | 52.495615 13.29682    |
|                                                    | Johanna Schwersenski        | Westfälische Straße 62 | 14. Apr. 2015 | Johanna Schwersenski, geb. Graff, am 27. Januar 1870 in Dulzig (Westpreußen). Sie wurde am 1. Juli 1943 zusammen mit ihrem Sohn mit dem 94. Alterstransport in das Ghetto Theresienstadt deportiert. Sie überlebte das Martyrium und konnte am 5. Februar 1945 nach 586 Tagen Lagerhaft mit dem sog. Freiheitstransport Theresienstadt in Richtung Schweiz verlassen, wo sie 1953 verstarb. | 52.495616 13.29682    |
|                                                    | Leo Segall                  | Joachim-Friedrich-Straße 43A Die Stolpersteine für Leo und Marie Segall wurden von Howard Falksohn, London, gespendet.                                  | 20. Sep. 2011 | Leo Segall, geboren 1886. Deportiert am 29. Januar 1943. Ermordet in Auschwitz. | 52.498333 13.296112   |
|                                                    | Marie Segall                | Joachim-Friedrich-Straße 43A | 20. Sep. 2011 | Geboren am 26. Januar 1888 in Moskau als Marie Falksohn. Deportiert am 29. Januar 1943. Ermordet in Auschwitz. | 52.498334 13.296112   |
|                                                    | Arthur Hans Selberg         | Katharinenstraße 20 | 10. Mai 2019  | | 52.499567 13.292519   |
|                                                    | Margot Selberg              | Katharinenstraße 20 | 10. Mai 2019  | | 52.499567 13.292518   |
|                                                    | Erna Selig                  | Hektorstraße 15 | 7. Apr. 2016  | | 52.5 13.297774        |
|                                                    | Adam Simonson               | Georg-Wilhelm-Straße 2 | 23. Juni 2015 | | 52.497778 13.290556   |
|                                                    | Emil Simonson               | Georg-Wilhelm-Straße 2 | 23. Juni 2015 | | 52.497778 13.290555   |
|                                                    | Eva Simonson                | Georg-Wilhelm-Straße 2 | 23. Juni 2015 | | 52.497778 13.290554   |
|                                                    | Joachim Simonson            | Georg-Wilhelm-Straße 2 | 23. Juni 2015 | | 52.497778 13.290553   |
|                                                    | Wally Simonson              | Georg-Wilhelm-Straße 2 | 23. Juni 2015 | | 52.497778 13.290552   |
|                                                    | Rosa Simson                 | Hektorstraße 20 Der Stolperstein wurde von der Hausgemeinschaft gespendet.                                                                              | 20. Okt. 2009 | Rosa Simson, geboren am 20. Juli 1878 in Memel, wurde am 29. Oktober 1942 nach Theresienstadt und von dort am 16. Mai 1944 nach Auschwitz deportiert und ermordet. | 52.498949 13.297572   |
|                                                    | Betty Sommer                | Hektorstraße 13 | 20. Sep. 2011 | Betty Sommer, Jahrgang 1881. Am 15. August 1942 nach Riga deportiert. Dort am 18. August 1942 ermordet. | 52.500447 13.297765   |
|                                                    | Charlotte Sommer            | Westfälische Straße 62 gespendet von Schülern des Walther-Rathenau-Gymnasiums in Berlin-Grunewald                                                       | 6. Mai 2014   | Charlotte Sommer, geb. Jadassohn, am 30. Mai 1884 in Leipzig, lebte bis 1942 mit ihrem erwachsenen Sohn Felix in der Westfälischen Straße 62. Sie wurde am 14. Dezember 1942 zusammen mit ihrem Sohn mit dem 25. Osttransport in das Vernichtungslager Auschwitz deportiert und dort ermordet. | 52.495615 13.296821   |
|                                                    | Felix Sommer                | Westfälische Straße 62 gespendet von Schülern des Walther-Rathenau-Gymnasiums in Berlin-Grunewald                                                       | 6. Mai 2014   | Felix Sommer,geb. am 25. Juli 1913 in Berlin, lebte bis 1942 mit seiner Mutter Charlotte in der Westfälischen Straße 62. Er wurde am 14. Dezember 1942 zusammen mit seiner Mutter mit dem 25. Osttransport in das Vernichtungslager Auschwitz deportiert und dort ermordet. | 52.495615 13.296822   |
|                                                    | Clara Spielmann             | Karlsruher Straße 23 | 16. Apr. 2013 | Clara Spielmann, geb. Saklikower, am 19. September 1873 in Brody (damals Galizien) geboren, wurde am 18. Oktober 1941 zusammen mit Mathilde Spielmann, vermutlich ihrer Tochter, mit dem I. Transport nach Litzmannstadt deportiert und dort ermordet. | 52.499826 13.294335   |
|                                                    | Mathilde Spielmann          | Karlsruher Straße 23 | 16. Apr. 2013 | Mathilde Spielmann, geb. am 16. November 1898 in Wien war wahrscheinlich die Tochter von Clara Spielmann. Sie wurde am 18. Oktober 1941 zusammen mit Clare Spielmann mit dem I. Transport nach Litzmannstadt deportiert und dort am 18. April 1942 ermordet. | 52.499827 13.294335   |
|                                                    | Erna Steckel                | Hektorstraße 20 Die Stolpersteine wurden von zwei ehemaligen Bewohnern des Hauses, Beate Busch geb. Danckert und Hans Herbert Schulze gespendet.        | 20. Okt. 2009 | Erna Steckel, geboren am 1. März 1909 in Neustadt, wurde am 29. Oktober 1941 nach Litzmannstadt deportiert und am 4. Mai 1942 im Vernichtungslager Kulmhof ermordet. | 52.498941 13.297572   |
|                                                    | Elfriede Steiner            | Hektorstraße 2 Der Stolperstein wurde von der Hausgemeinschaft gespendet.                                                                               | 29. März 2008 | Elfriede Steiner, Mädchenname Bergmann, geboren am 8. Dezember 1868 in Oels. Sie wurde am 3. Oktober 1942 nach Theresienstadt deportiert und dort am 27. Dezember 1942 ermordet. | 52.499037 13.29781    |
|                                                    | Moritz Steiner              | Hektorstraße 2 Die Stolpersteine wurden von zwei ehemaligen Bewohnern des Hauses, Beate Busch geb. Danckert und Hans Herbert Schulze gespendet.         | 29. März 2008 | Moritz Steiner, geboren am 29. August 1857 in Sohrau i. Oberschlesien. Er wurde am 3. Oktober 1942 nach Theresienstadt deportiert und dort am 31. Oktober 1942 ermordet. | 52.499036 13.29781    |
|                                                    | Betty Stenger               | Seesener Straße 50 Gespendet von einer Initiative von Bewohnern und Freunden des Hauses Seesener Straße 50                                              | 28. Apr. 2015 | Betty Stenger, geb. Kupferstein, am 22. Februar 1896 in Berlin war seit 1923 mit Siegfried Stenger verheiratet, die Ehe blieb kinderlos. Betty Stenger wurde am 13. Juni 1942 gemeinsam mit ihrem Ehemann in das Vernichtungslager Sobibor deportiert und dort ermordet. | 52.493337 13.295278   |
|                                                    | Siegfried Stenger           | Seesener Straße 50 Gespendet von einer Initiative von Bewohnern und Freunden des Hauses Seesener Straße 50                                              | 28. Apr. 2015 | Siegfried Stenger, geb. am 19. Juli 1898 in Kriescht/Kreis Osterburg war seit 1923 mit Betty Stenger verheiratet, die Ehe blieb kinderlos. Er war von Beruf Kaufmann und arbeitete möglicherweise als höherer Angestellter in der Konfektion bei der Firma Moritz Fabian in Berlin. Siegfried Stenger wurde am 13. Juni 1942 gemeinsam mit seiner Ehefrau in das Vernichtungslager Sobibor deportiert und von dort weiter in das KZ Majdanek, wo er am 26. September 1942 ermordet wurde. | 52.493338 13.295278   |
|                                                    | Betty Tischler              | Hektorstraße 4 | 26. Apr. 2013 | Betty Tischler, geb. am 28. September 1875 in Breslau, wurde am 25. Januar 1942 mit dem X. Transport nach Riga deportiert und dort ermordet. | 52.4996 13.297917     |
|                                                    | Johanna Treitel             | Karlsruher Straße 23 | 16. Apr. 2013 | Johanna Treitel, geb. am 19. März 1888 in Posen, wurde mit ihrem Bruder Max am 14. Dezember 1942 mit dem „25. Osttransport“ nach Auschwitz deportiert und dort ermordet. | 52.499828 13.294335   |
|                                                    | Max Treitel                 | Karlsruher Straße 23 | 16. Apr. 2013 | Max Treitel, geboren am 17. Dezember 1890, wurde mit seiner Schwester Johanna am 14. Dezember 1942 mit dem „25. Osttransport“ nach Auschwitz deportiert und dort ermordet. | 52.499829 13.294335   |
|                                                    | Eva Wachsmann               | Johann-Georg-Straße 16 | 28. Sep. 2016 | | 52.497222 13.296387   |
|                                                    | Lilli Wachsmann             | Johann-Georg-Straße 16 | 28. Sep. 2016 | | 52.497222 13.296386   |
|                                                    | Max Wachsmann               | Johann-Georg-Straße 16 | 28. Sep. 2016 | | 52.497222 13.296385   |
|                                                    | Fritz Wangenheim            | Kurfürstendamm 101 | 22. Feb. 2019 | | 52.49815 13.296082    |
|                                                    | Martin Wangenheim           | Kurfürstendamm 101 | 22. Feb. 2019 | | 52.49815 13.296083    |
|                                                    | Selma Wangenheim            | Kurfürstendamm 101 | 22. Feb. 2019 | | 52.49815 13.296084    |
|                                                    | Eva Wasservogel             | Westfälische Straße 30 | 6. Mai 2014   | Eva Wasservogel, geb. Hirschfeld, am 2. Mai 1863 in Löbau / Westpreußen wurde am 14. Januar 1943 mit dem 81. Alterstransport in das Ghetto Theresienstadt und dort am 1. Februar 1943 ermordet. | 52.495557 13.297778   |
|                                                    | Frida Weber-Flessburg       | Hektorstraße 3 Gespendet von Peter Sommeregger, Berlin.                                                                                                 | 8. Mai 2012   | Geboren am 16. November 1890 in Krakau. Am 29. Januar 1943 mit dem 27. Osttransport nach Auschwitz deportiert und dort ermordet. | 52.499288 13.297818   |
|                                                    | Siegfried Weile             | Westfälische Straße 59 | 6. Mai 2014   | Siegfried Weile, geb. am 30. Juni 1885 in Berlin, konnte am 26. September 1936 nach Belgien emigrieren. Nach der Besetzung Belgiens gelangte er über das Sammellager Drancy am 12. August 1942 in das Vernichtungslager Auschwitz und wurde dort ermordet. Das genaue Todesdatum ist unbekannt. | 52.495959 13.295273   |
|                                                    | Franz Wiener                | Johann-Georg-Straße 20 | 29. März 2008 | Franz Wiener, geboren am 10. November 1895 in Liegnitz, flüchtete mit seiner Ehefrau nach Frankreich. Über das Sammellager Drancy wurde er am 25. September 1942 nach Auschwitz deportiert und dort ermordet. Das Todesdatum ist unbekannt. | 52.496499 13.297918   |
|                                                    | Käte Wiener                 | Johann-Georg-Straße 20 | 29. März 2008 | Käte Wiener, Mädchenname Eckstein, geboren am 23. März 1901 in Breslau, flüchtete nach Frankreich. Über das Sammellager Drancy wurde sie am 25. September 1942 nach Auschwitz deportiert und dort ermordet. Das Todesdatum ist unbekannt. | 52.496499 13.297919   |
|                                                    | Erich Wilk                  | Markgraf-Albrecht-Straße 6 | 8. Mai 2012   | Erich Wilk wurde am 8. August 1885 in Potsdam geboren. Der Architekt wurde am 1. November 1941 mit dem 4. Osttransport ins Getto Litzmannstadt deportiert, wo ihm eine Unterkunft in der Blattbindergasse 13/7 zugewiesen wurde. Am 8. Mai 1942 wurde er ins Vernichtungslager Kulmhof verbracht und dort ermordet. | 52.49997 13.29942     |
|                                                    | Gertrud Wirtgen             | Westfälische Straße 52 | 14. Okt. 2014 | Gertrud Wirtgen, geb. Jakobi, am 30. November 1879 in Berlin, wurde am 2. Juni 1942 mit dem XIV. Transport in das Vernichtungslager Sobibor deportiert und dort ermordet. | 52.496495 13.292858   |
|                                                    | Ellen Wolf                  | Joachim-Friedrich-Straße 55 | 9. Apr. 2010  | Ellen Wolf geb. Jacobsohn, am 23. Mai 1909 in Bromberg wurde am 19. Oktober 1942 nach Riga deportiert und dort am 22. Oktober 1942 ermordet. | 52.494291 13.295572   |
|                                                    | Herbert Wolf                | Joachim-Friedrich-Straße 55 | 9. Apr. 2010  | Herbert Wolf, geboren am 16. August 1901 in Berlin, wurde am 19. Oktober 1942 nach Riga deportiert und dort am 22. Oktober 1942 ermordet. | 52.494291 13.295573   |
|                                                    | Sophie Susanna Wolff        | Joachim-Friedrich-Straße 53 | 27. Mai 2022  | |                       |
|                                                    | Arthur Wollsteiner          | Hektorstraße 16 | 7. Juni 2017  | Der erste Stolperstein für Arthur Wollsteiner wurde am 14. April 2015 verlegt (Foto des damals verlegten Steins) und am 7. Juni 2017 gegen eine korrigierte Fassung ausgetauscht. Arthur Wollsteiner, geb. am 4. Mai 1870, wurde am 5. August 1942 mit dem 37. Alterstransport in das Ghetto Theresienstadt deportiert. | 52.499701 13.2977112  |
|                                                    | Martin Wollsteiner          | Hektorstraße 16 | 14. Apr. 2015 | Martin Wollsteiner, geboren am 28. Februar 1877 in Hoyerswerda. Er wurde am 14. September 1942 mit dem 2. großen Alterstransport n das Ghetto Theresienstadt deportiert und dort am 21. Januar 1943 ermordet. | 52.499701 13.2977111  |
|                                                    | Selma Wollsteiner           | Hektorstraße 16 | 14. Apr. 2015 | Selma Wollsteiner, geb. Monschke, am 21. Dezember 1866 in Kolberg (Pommern), wurde am 5. August 1942 mit dem 37. Alterstransport in das Ghetto Theresienstadt deportiert und dort am 4. Februar 1943 ermordet. | 52.499701 13.297711   |